# 朝鮮の文化

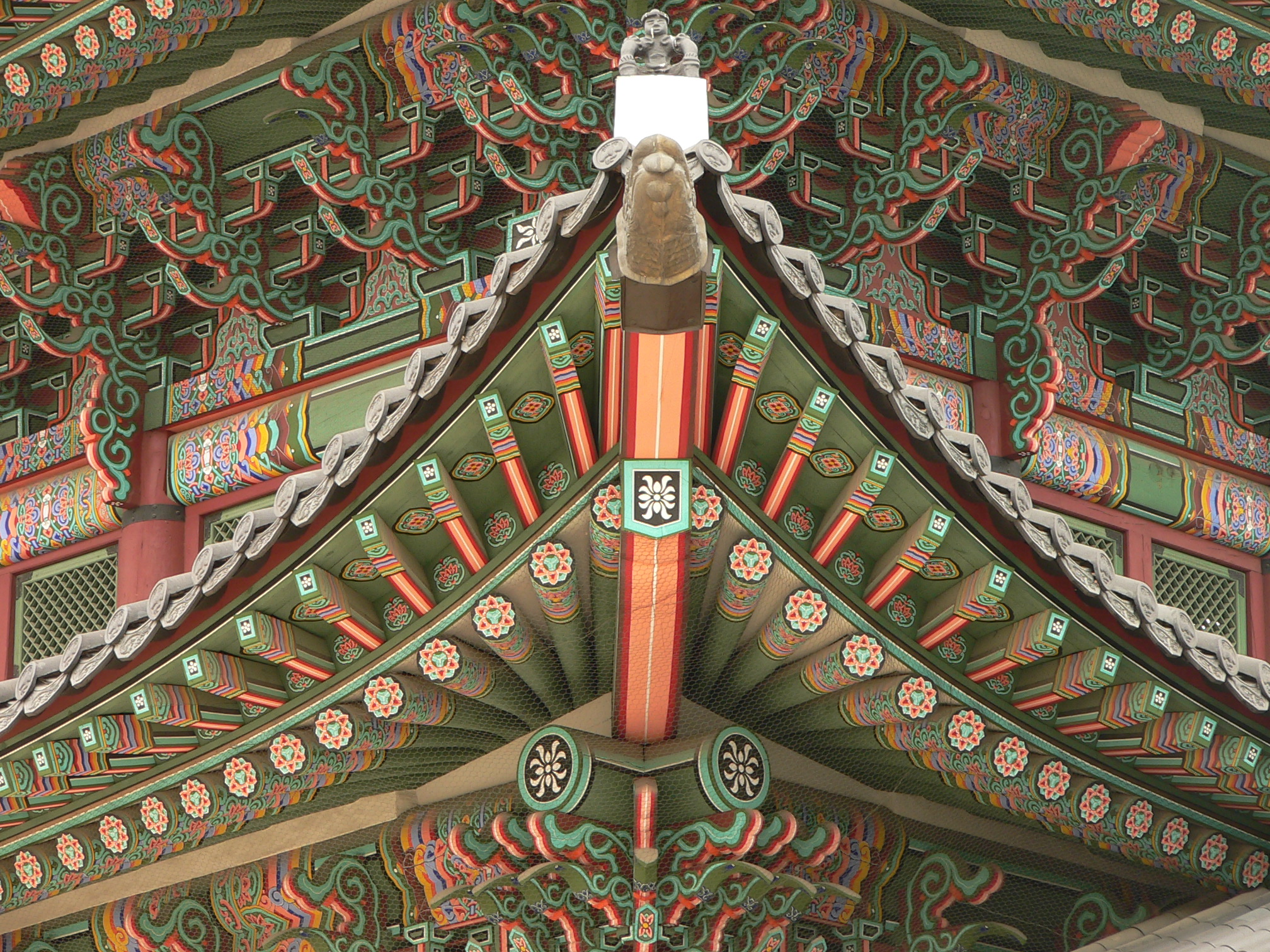
景福宮の丹青という建築の装飾絵

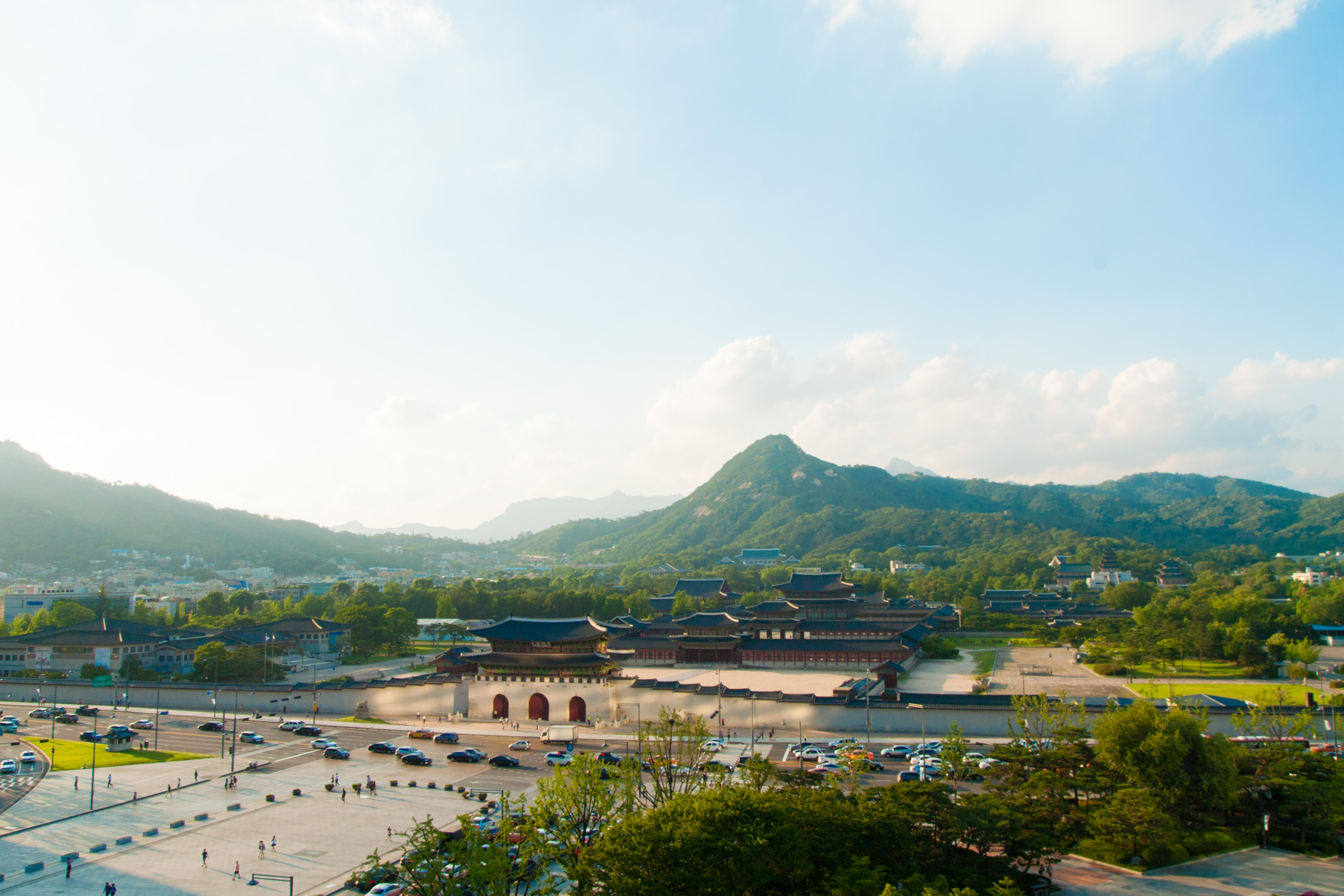
景福宮と北岳山

朝鮮の文化（ちょうせんのぶんか）には、1945年の朝鮮半島分断以前の、朝鮮半島全体の文化における歴史的な流れや遺産を解釈する。20世紀半ば以降、朝鮮半島は北朝鮮と大韓民国に分断され、今日でも文化的な違いが見られている。
朝鮮半島は昔から現在に至るまで、シャーマニズムに基づく宗教文化が深く根付いている。日本やほかの漢字圏の国々と同様に、中国の仏教や、仏教に連れてきた建築・彫刻・絵画の影響も大きく受けていた。李氏朝鮮の時代になると、「儒教」が学問としてだけでなく、半島の国教としても採用され、とりわけ「朱子学」が朝鮮人の思想に大きな影響を与えていた。
また、日本統治時代に朝鮮の近代化が進む中で、日本文化が半島に流入し、朝鮮人の言語や習慣・宗教などに大きな変化をもたらしていた。朝鮮半島の分断後には、北朝鮮がソ連文化を、大韓民国がアメリカ文化を受け入れることで、それぞれに新しい価値観が生まれている。
2020年の『USニューズ&ワールド・レポート』に拠ると、大韓民国の文化的影響力は日本に次ぐ、アジア第2位である。

## 衣

### 歴史
朝鮮半島の伝統的な衣装は「韓服（ハンボク、한복）」と呼ばれ、北朝鮮では「朝鮮服（조선옷）」とも呼ばれている。これは古代から朝鮮半島全体で着用されてきた民族衣装であり、女性用の韓服は上着の「チョゴリ」とスカートの「チマ」からなり、総じて「チマチョゴリ」と呼ばれている。男性用のものは「チョゴリ」と「パジ」（ズボン）で構成されている。
長い間、半島では装飾のない白一色の衣装が着用されており、これは韓服の最大の特徴とされていた。一部の王室や貴族・特権階級を除いて、それ以外の人々は色や柄のついた衣服を着ることはほとんど無かった。日本や中国を含む多くの外国人も、半島に住んでいた人々を「白衣民族」と呼んでいた。
この白一色の風俗は、5世紀の三国時代に始まり、当時の韓服はエンパイアウエストのジャケットと床まで届くスカートが特徴的であった。6世紀以降、半島では社会的地位に応じて異なる服装を着ることが一般的となり、韓服の色や模様は着る人の身分を示す重要な指標となっていた。当時、半島の王族はとくに「宝石付きの韓服」を好み、一般の貴族と区別を図っていた。また、女性用の装飾品としては絹製のペンダントや房飾りが多く用いられていた。
時が流れ、19世紀の日本統治時代に入ると、半島の服装事情が急速に変化し、朝鮮総督府は「色服」の着用を奨励し続けていた。こうして朝鮮民族は鮮やかな衣服を着るようになり、色の付いた韓服や洋服は短期間で朝鮮半島に普及していた。
日本の敗戦や朝鮮戦争をへたあと、韓国も北朝鮮も貧困に見舞われ、白い韓服を再び着用するようになった。しかし、1970年の「漢江の奇跡」以降、経済成長と庶民の富裕層の増加に伴い、韓国では刺繍や金箔が大量に施された華やかな韓服が着られるようになった。一方で、北朝鮮については資料が少なく、詳細は不明であるが、少なくとも1980年代からはパステルカラーの朝鮮服が着用されるようになり、そのデザインは韓国のものと大きく異なっている。2000年代以降の現代風の韓服や、韓国ドラマに登場する韓服は、14世紀の李氏朝鮮初期に「両班専用の結婚式礼装」を基に改良されたものが多い。
- 古代の韓服について議論が多いため、韓国や日本ではなく、中立的な他国で保存されている韓服の写真を以下に掲載する：

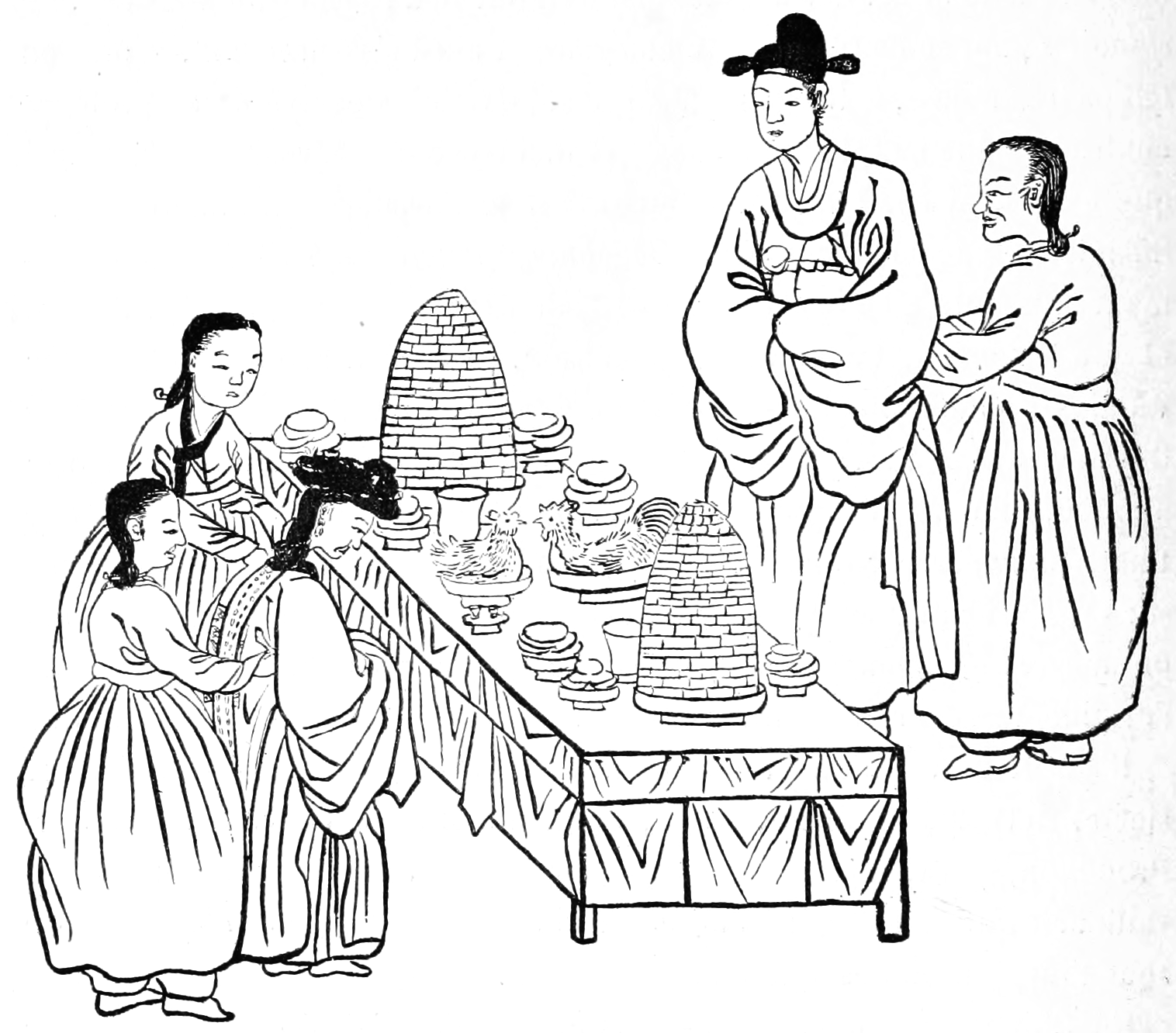
韓服を着て、祖先を跪拝する儀式。フランス国立図書館所蔵。
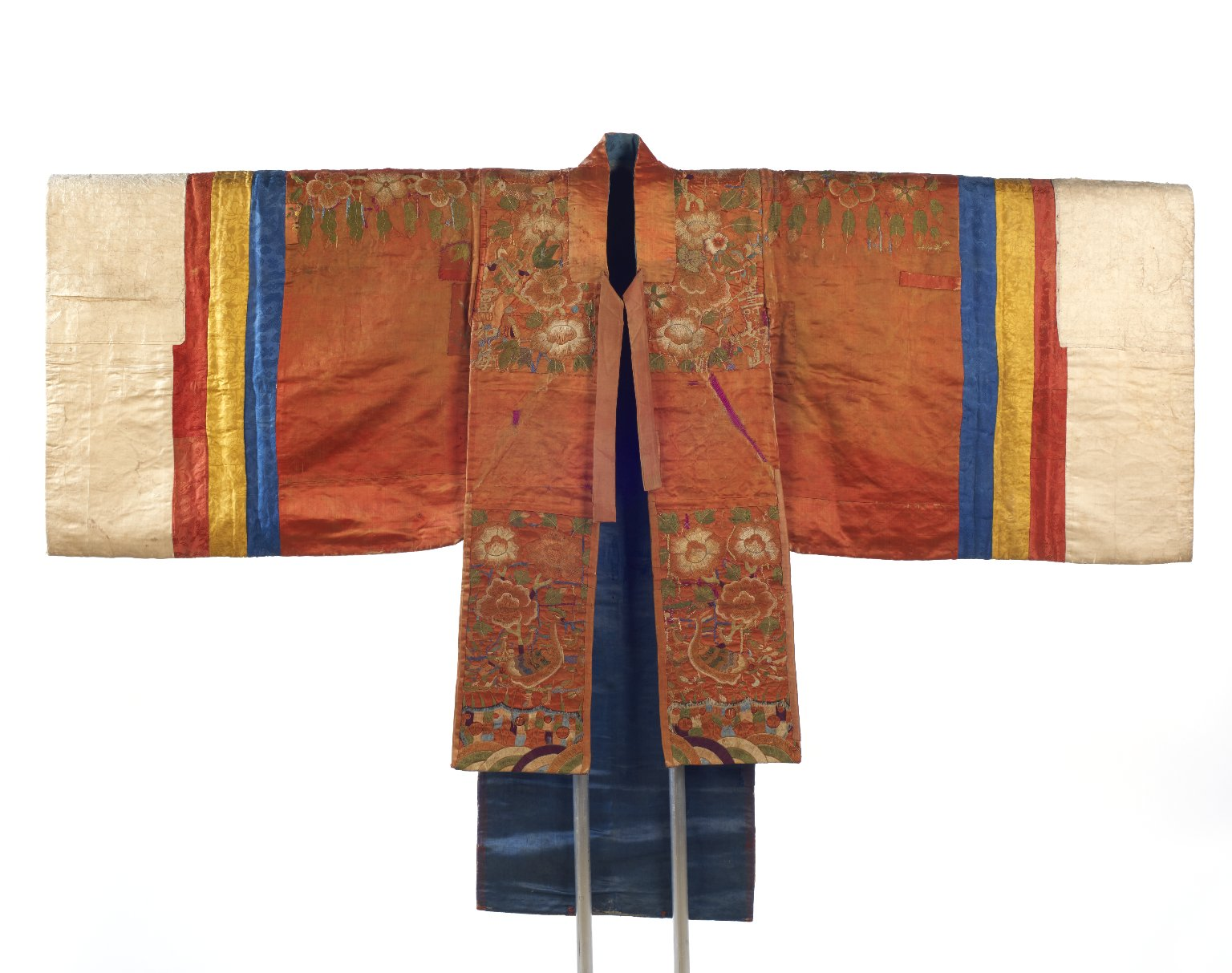
19世紀、宮廷の人々が着用した韓服。米国ブルックリン美術館所蔵。
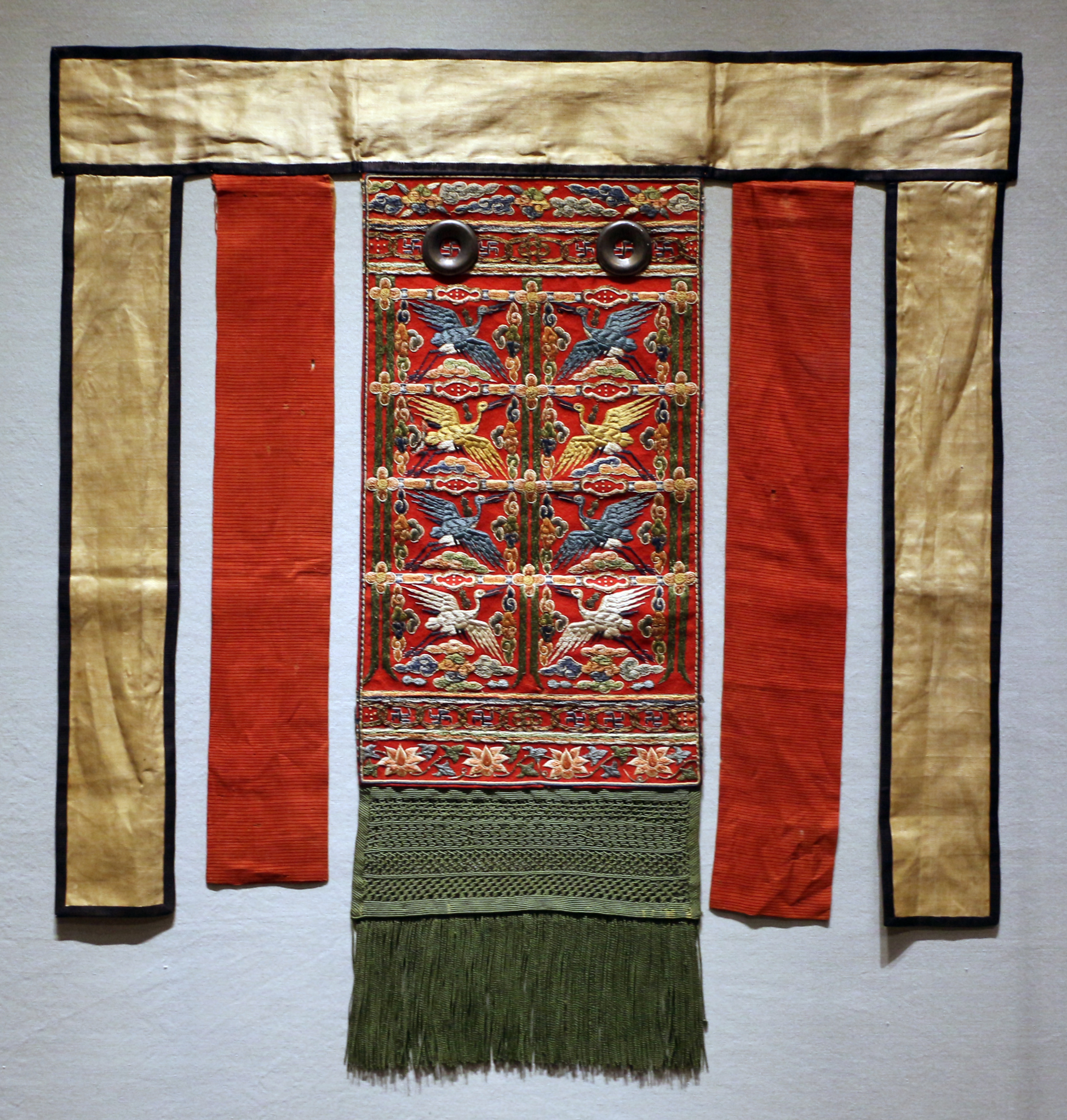
19世紀、刺繍のある韓服の生地。米国クリーブランド美術館所蔵。
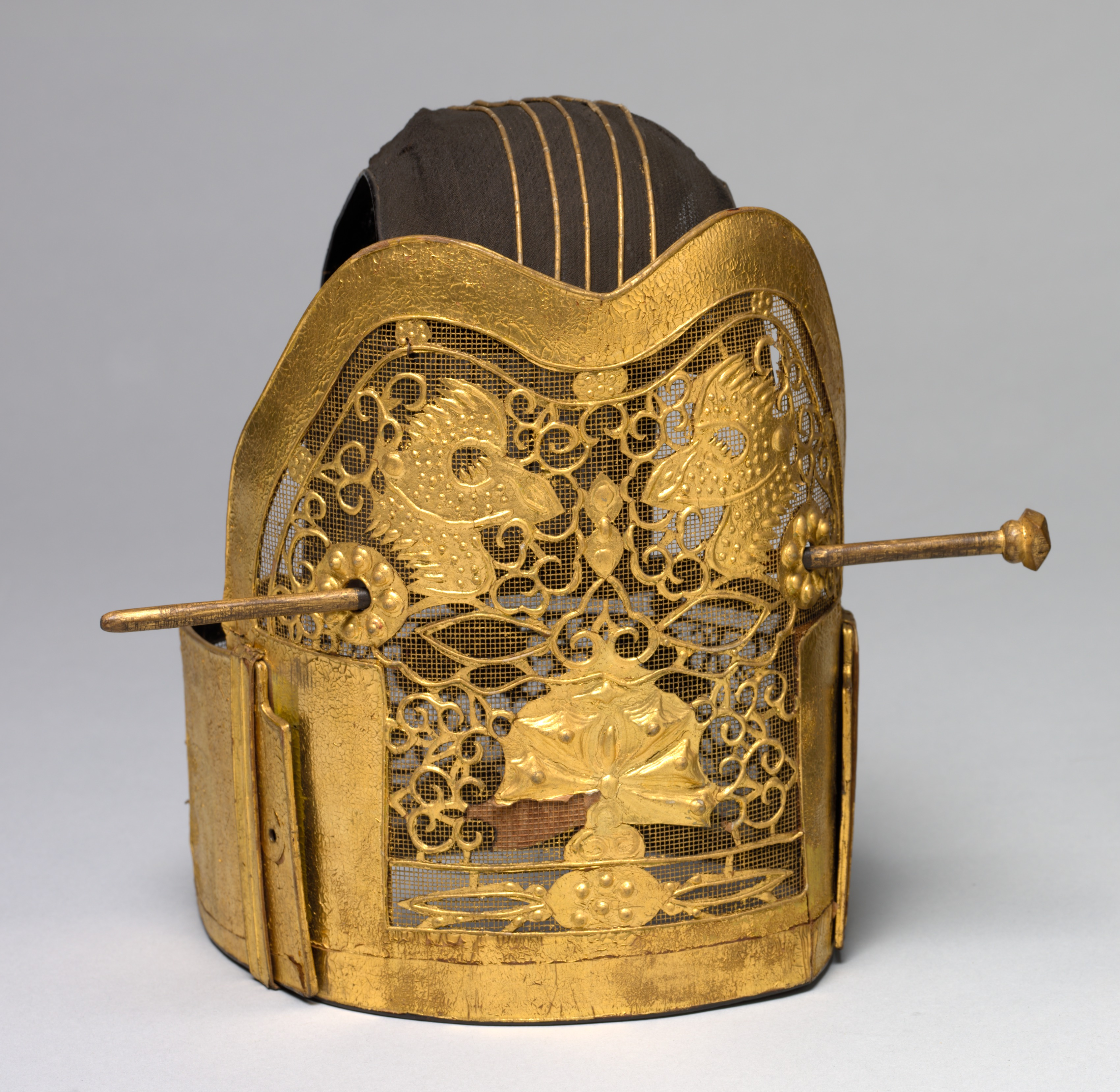
19世紀、韓服の冠。米国クリーブランド美術館所蔵。
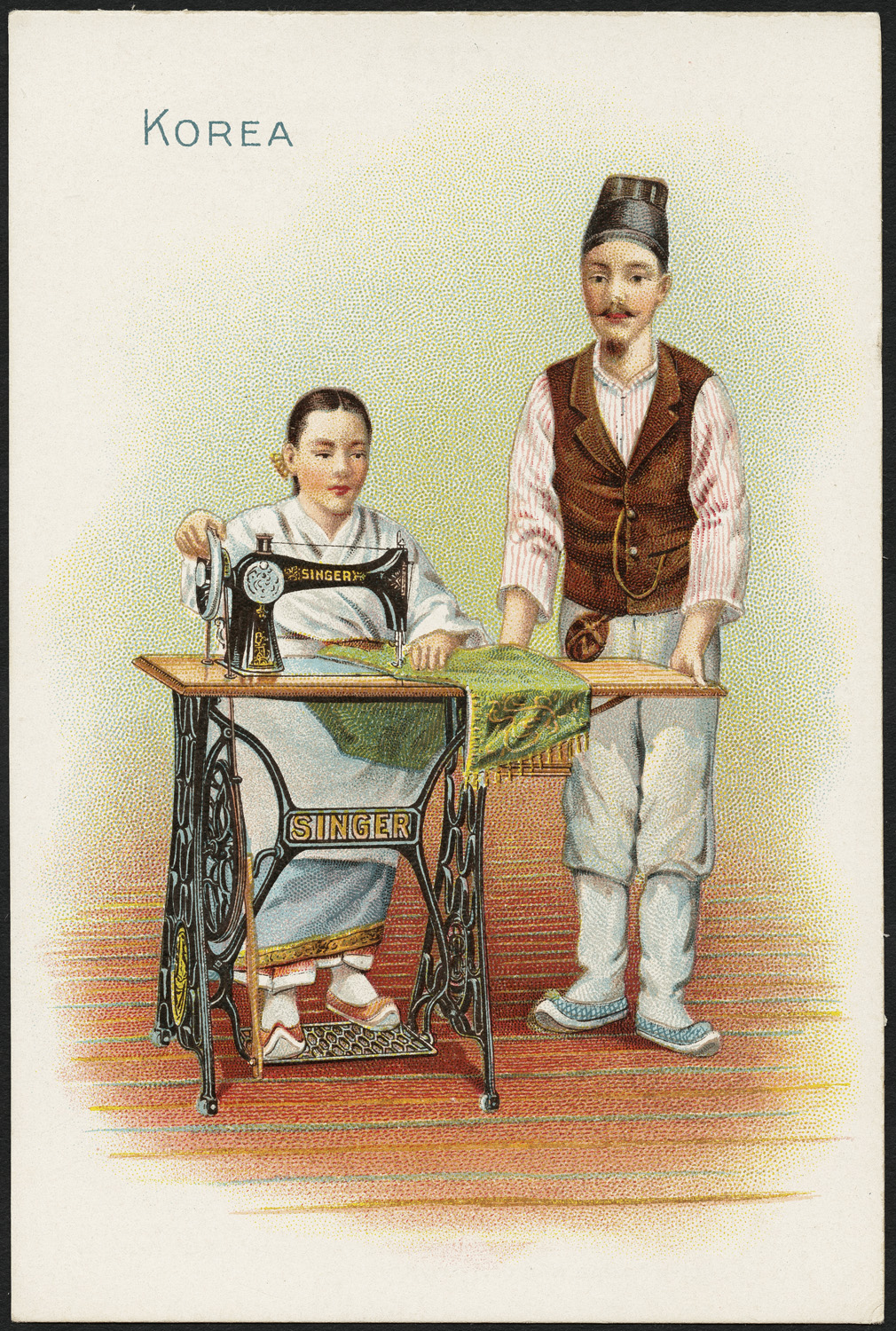
19世紀、韓服を描いた切手。ボストン公共図書館所蔵。
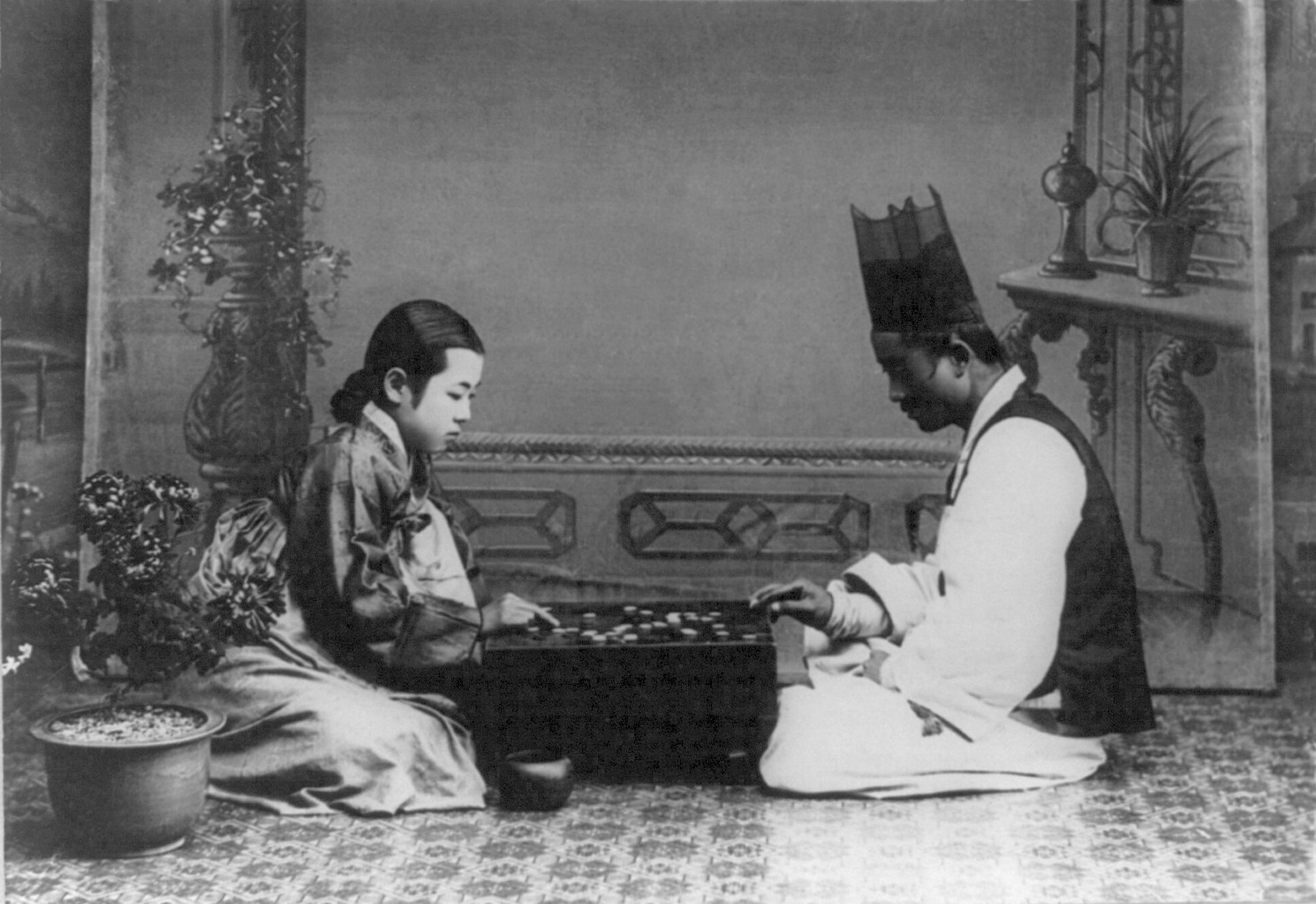
日本統治時代の韓服男女。アメリカ議会図書館所蔵。
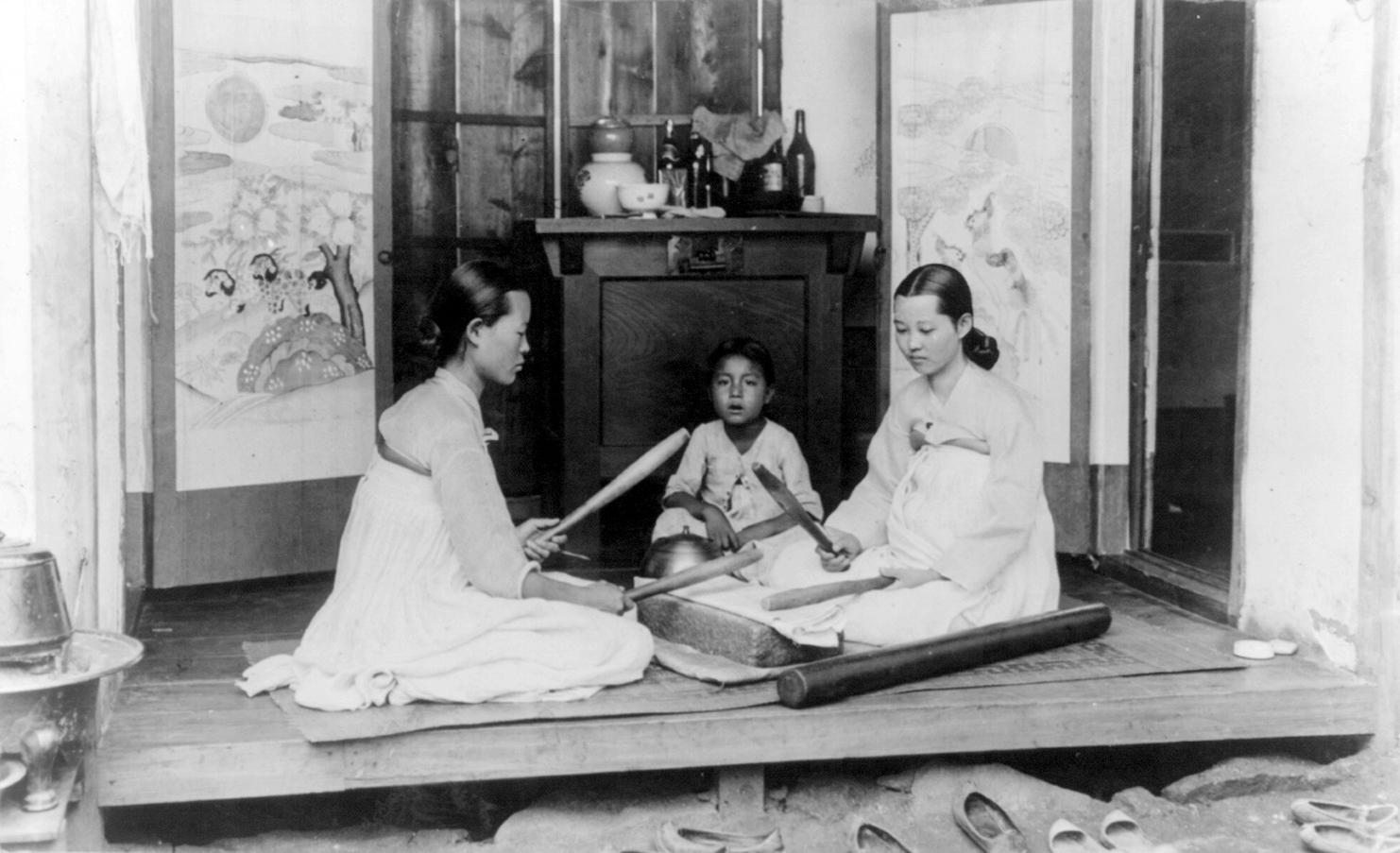
日本統治時代の韓服女性と子供。アメリカ議会図書館所蔵。

### 特徴
現在、韓服は主に正式な場で着用されているが、日常的に着られることは少なくなっている。それでも年配者や、朝鮮王朝の旧貴族の末裔には今も韓服を着る人がいる。近年では若者の間でも伝統衣装への関心が高まっている。
韓服は用途によって日常着、礼服、特別な服装に分かれている。礼服は子供の初誕生日（ドルジャチ）や結婚式、葬儀などの正式な場で着用され、特別な服装はシャーマンや役人のためのものである。
普段の衣服は全員が共通であったが、公式や儀式の場では服装に違った。冬には綿入りの服が着られ、毛皮も一般的に使われていた。
近年、K-POP（韓国のポップ音楽）の人気が高まり、韓国文化への関心も急上昇している。BTSやBlackPink、KARDといったグループが、ミュージックビデオや授賞式で韓服を着用し、自国の文化や遺産を紹介する姿が称賛されている。

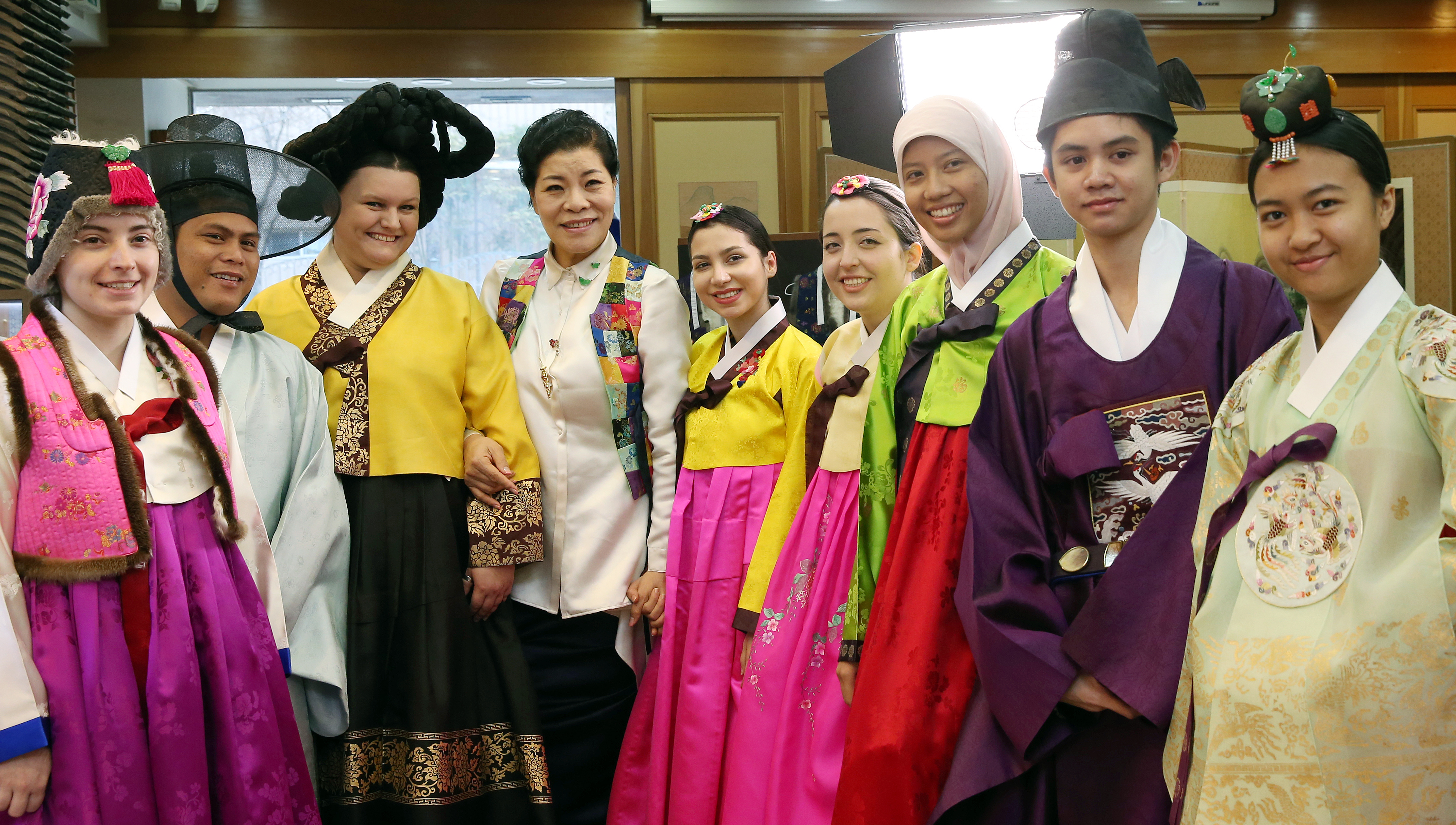
大韓民国の韓服
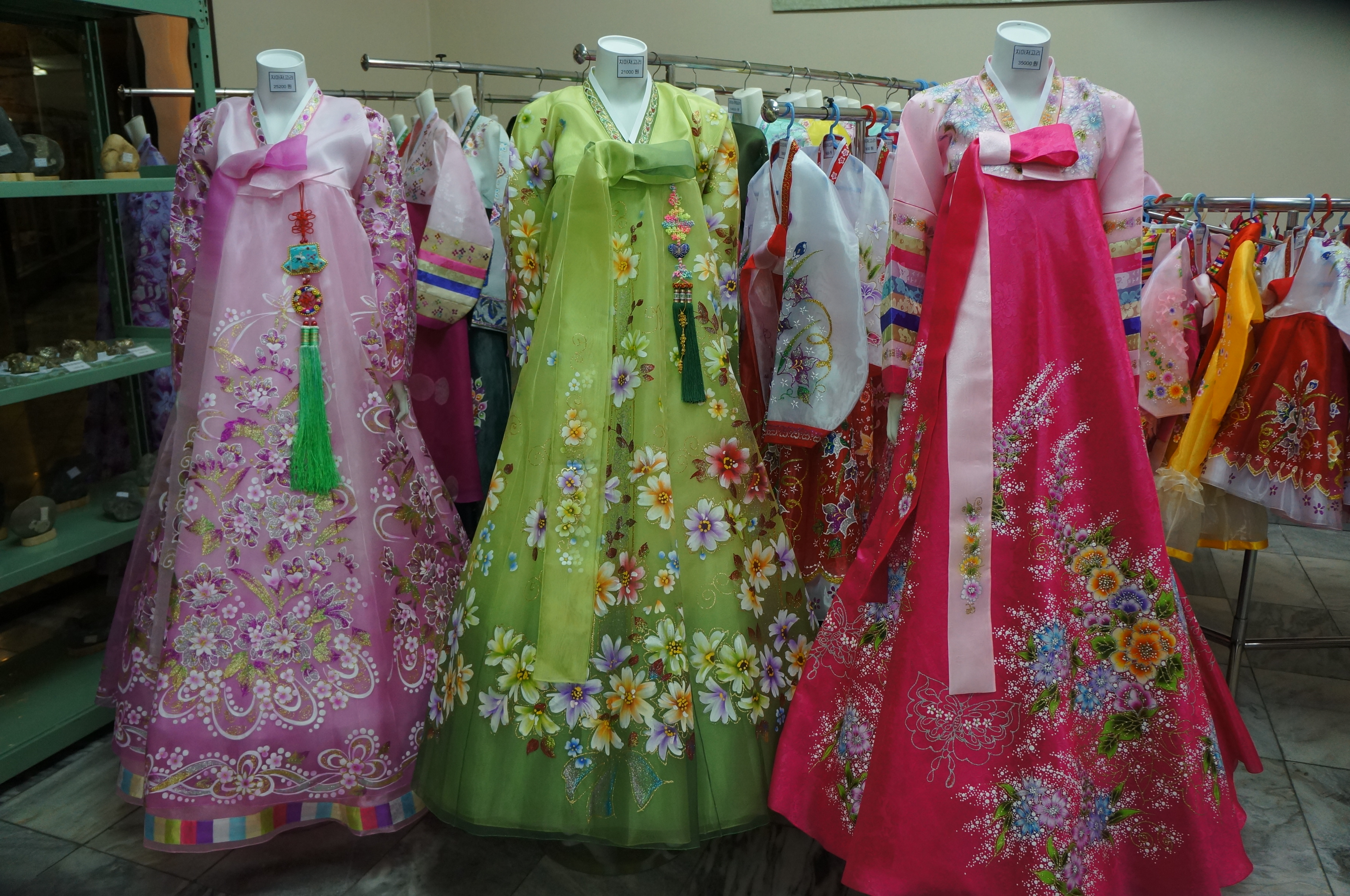
北朝鮮の朝鮮服
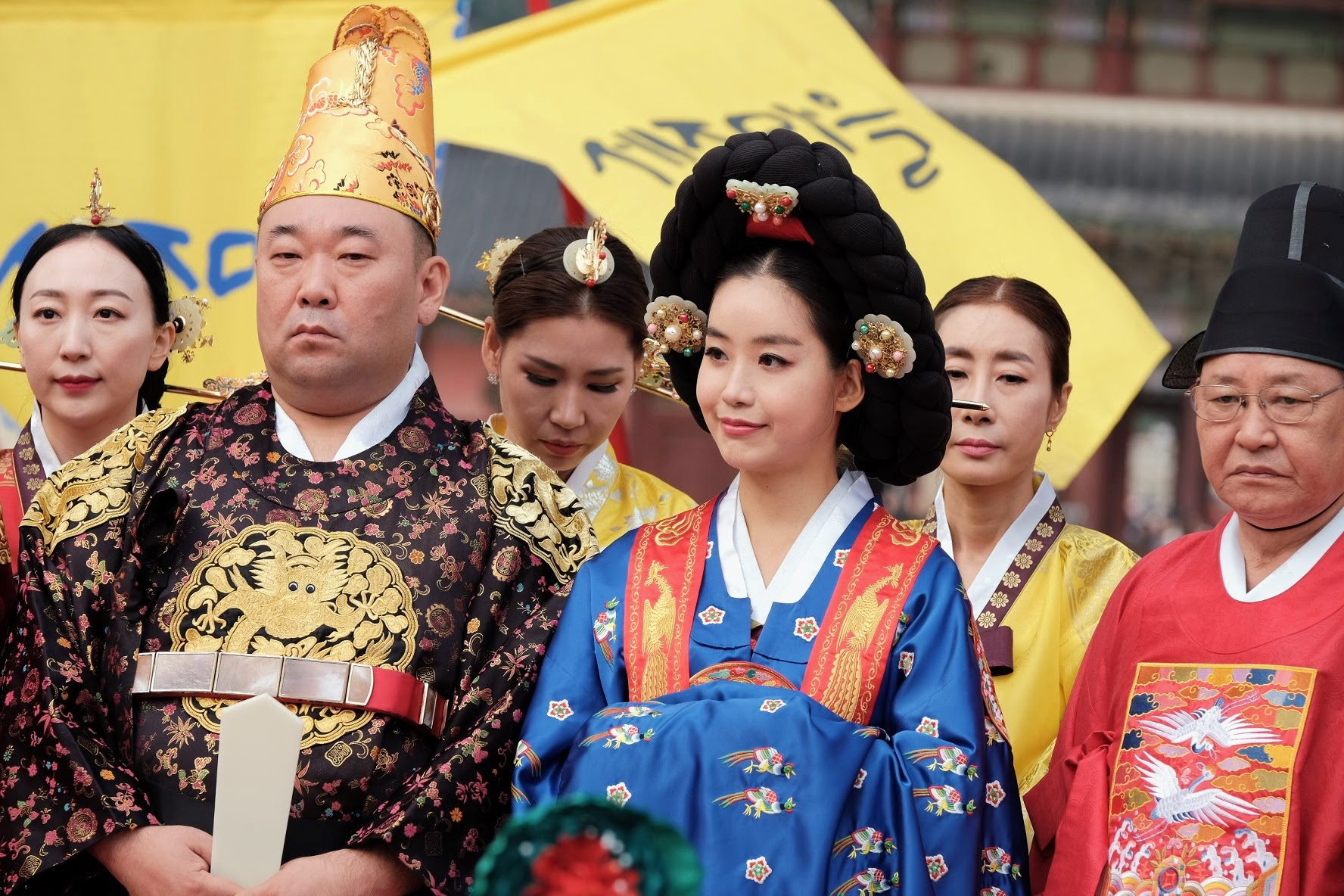
王室用の韓服
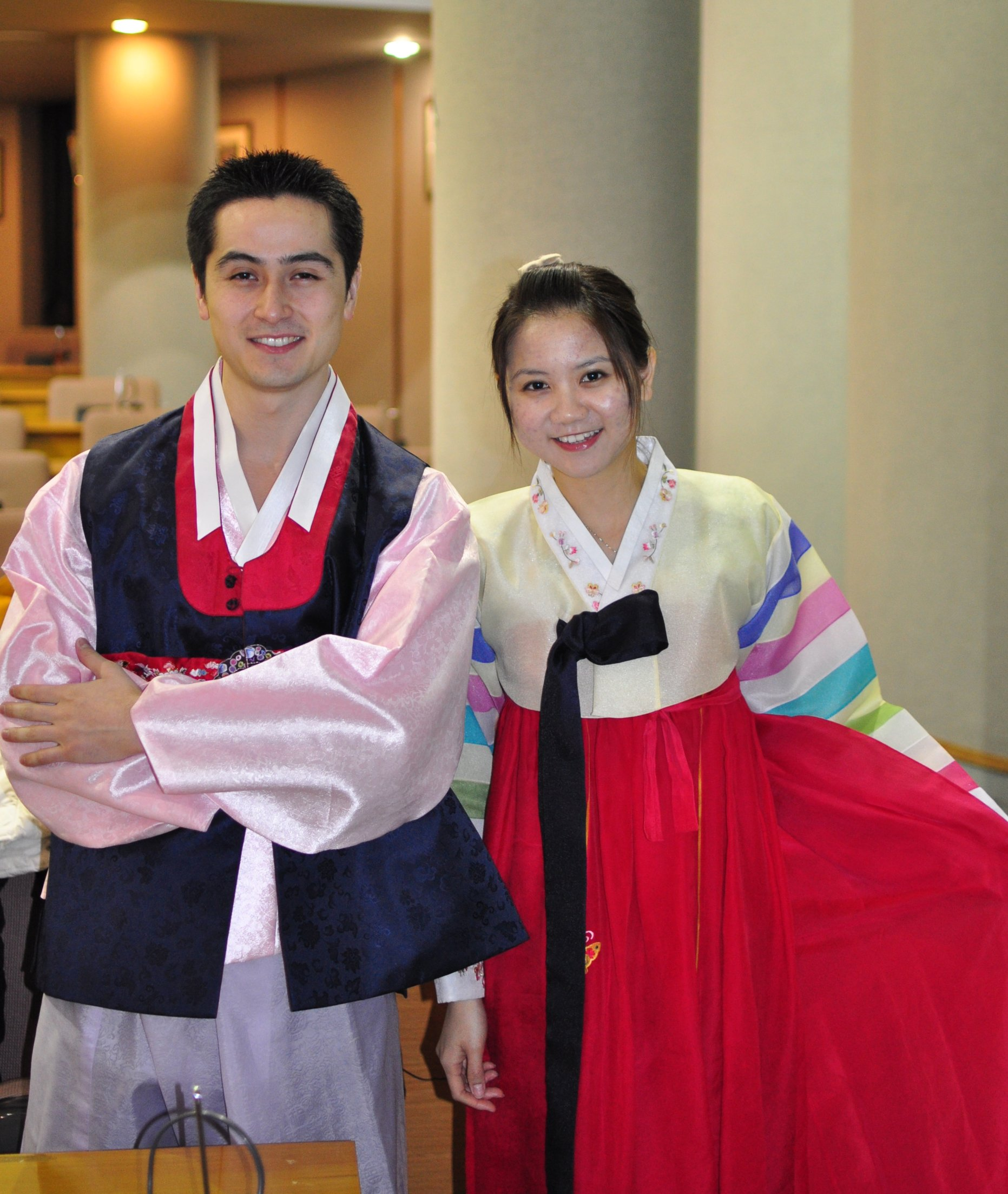
両班用の韓服
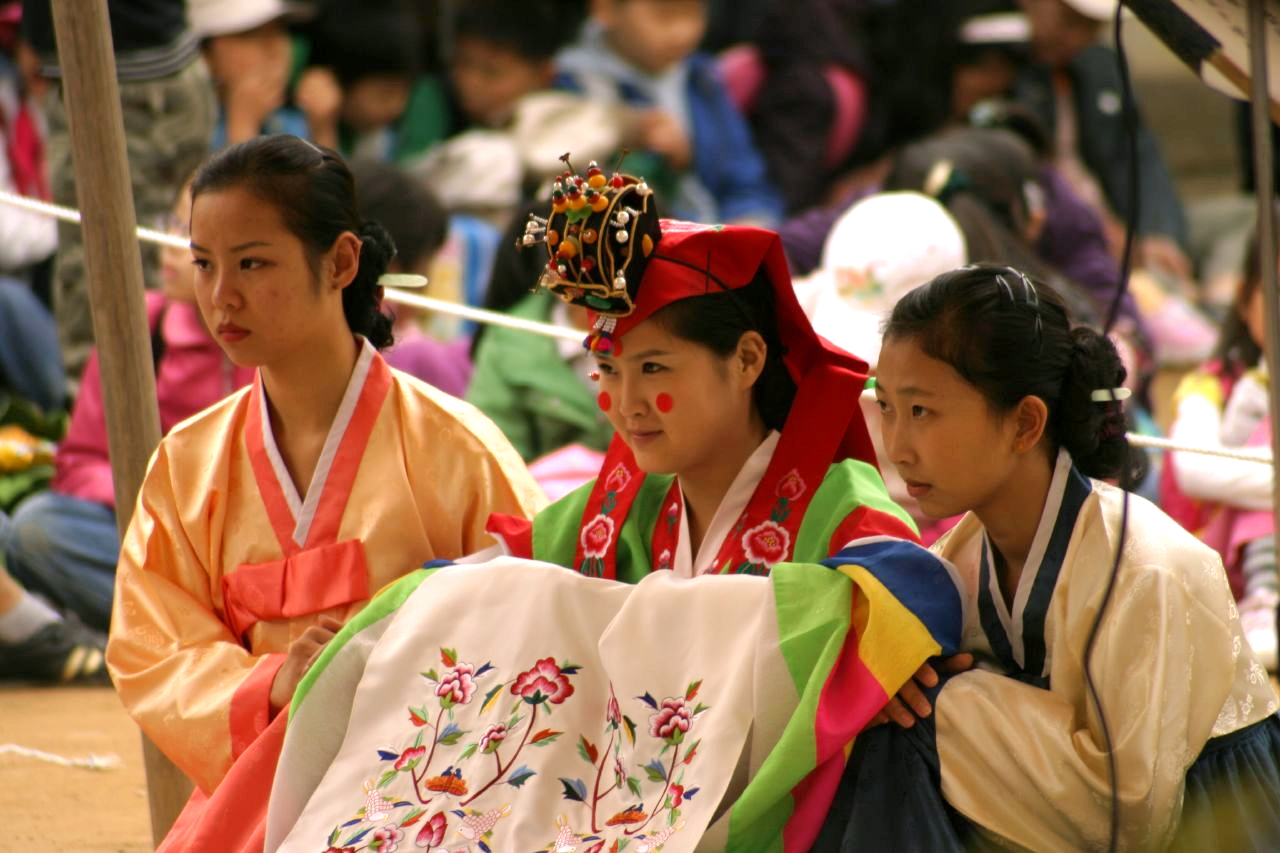
花嫁用の韓服
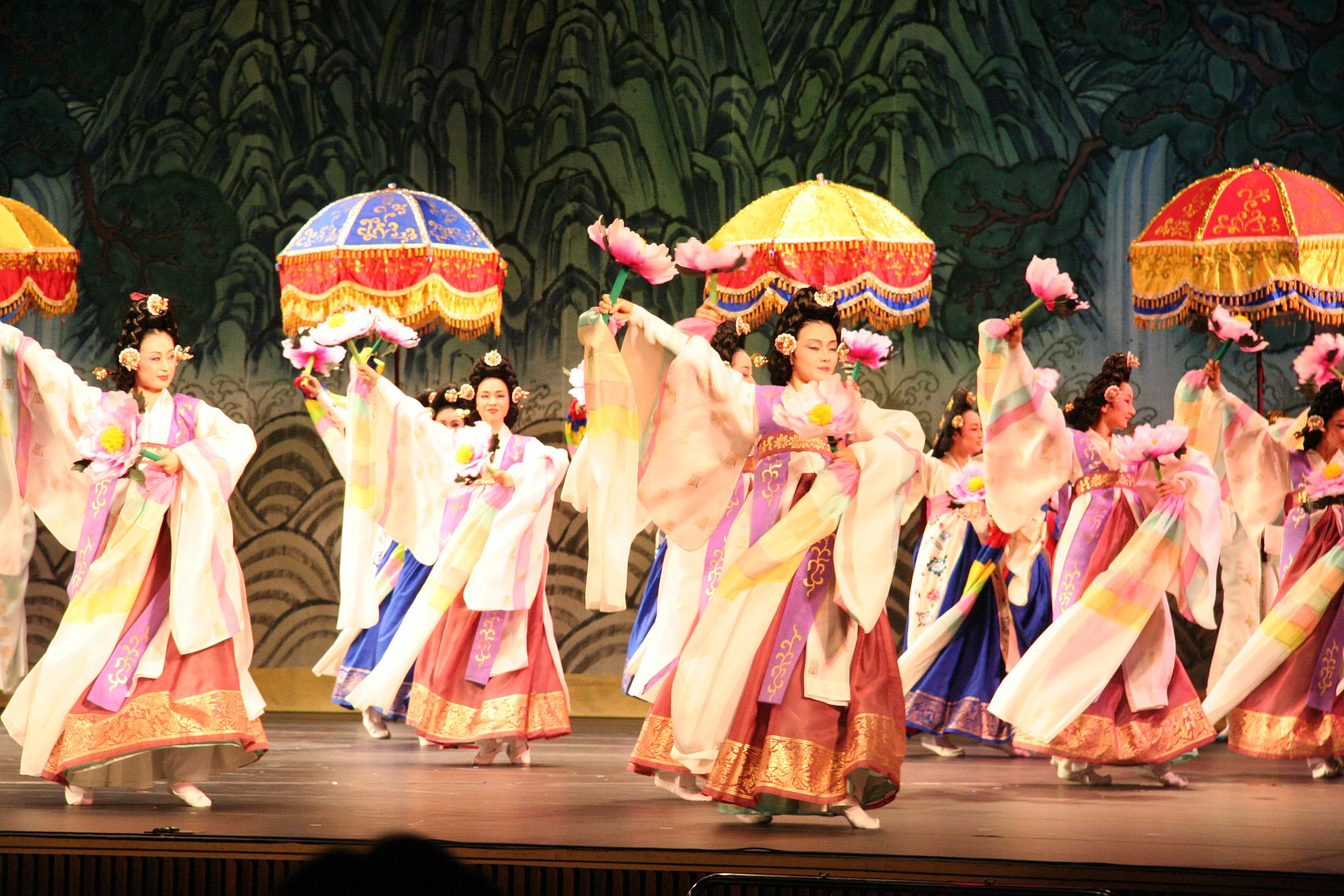
舞踊用の韓服
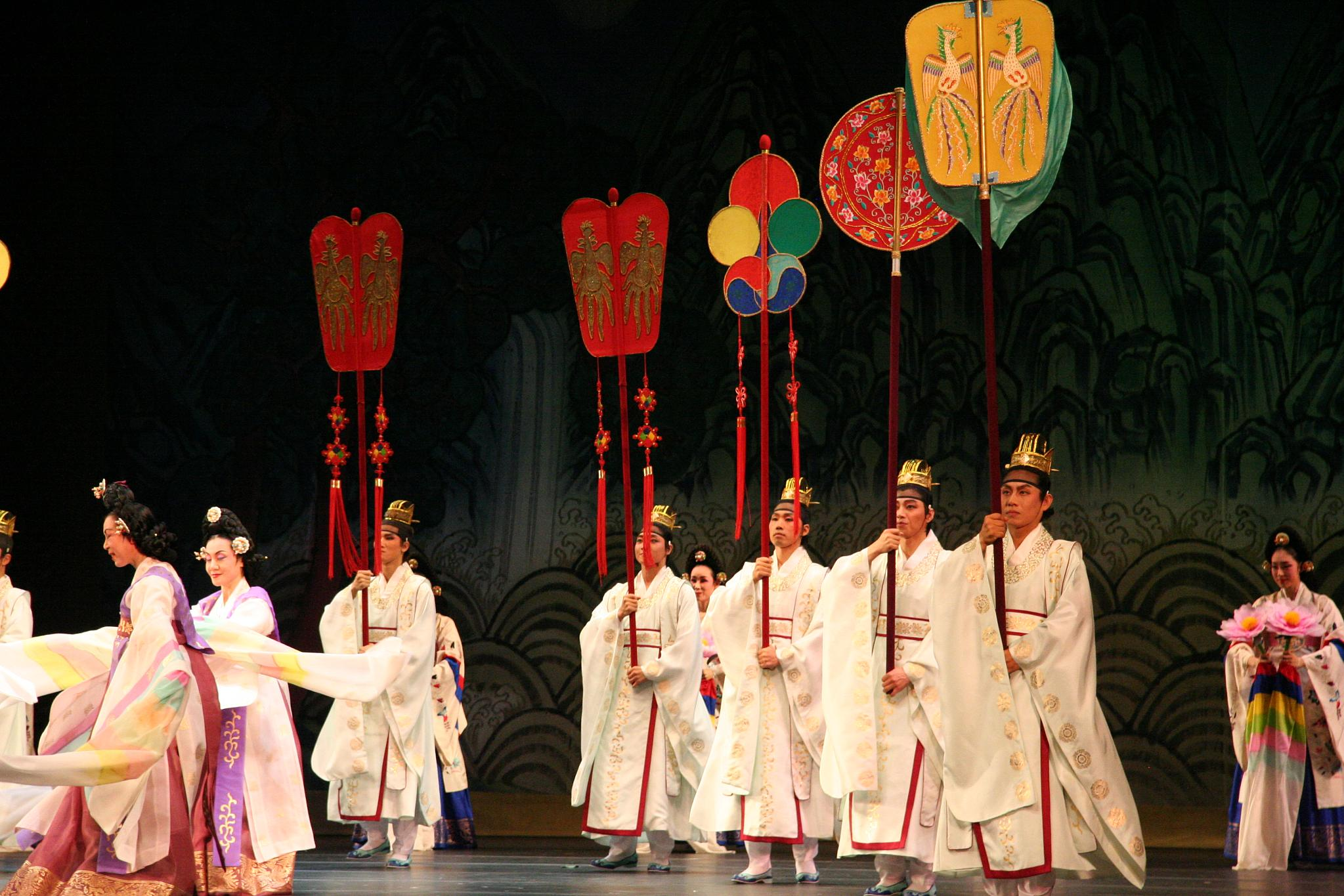
儀式用の韓服

- 大韓民国では、子供用の韓服は大人用とは異なる独自の分類に属しており、その色や形も一般的な韓服の小型版だけではなく、特別なデザインが採用されている。

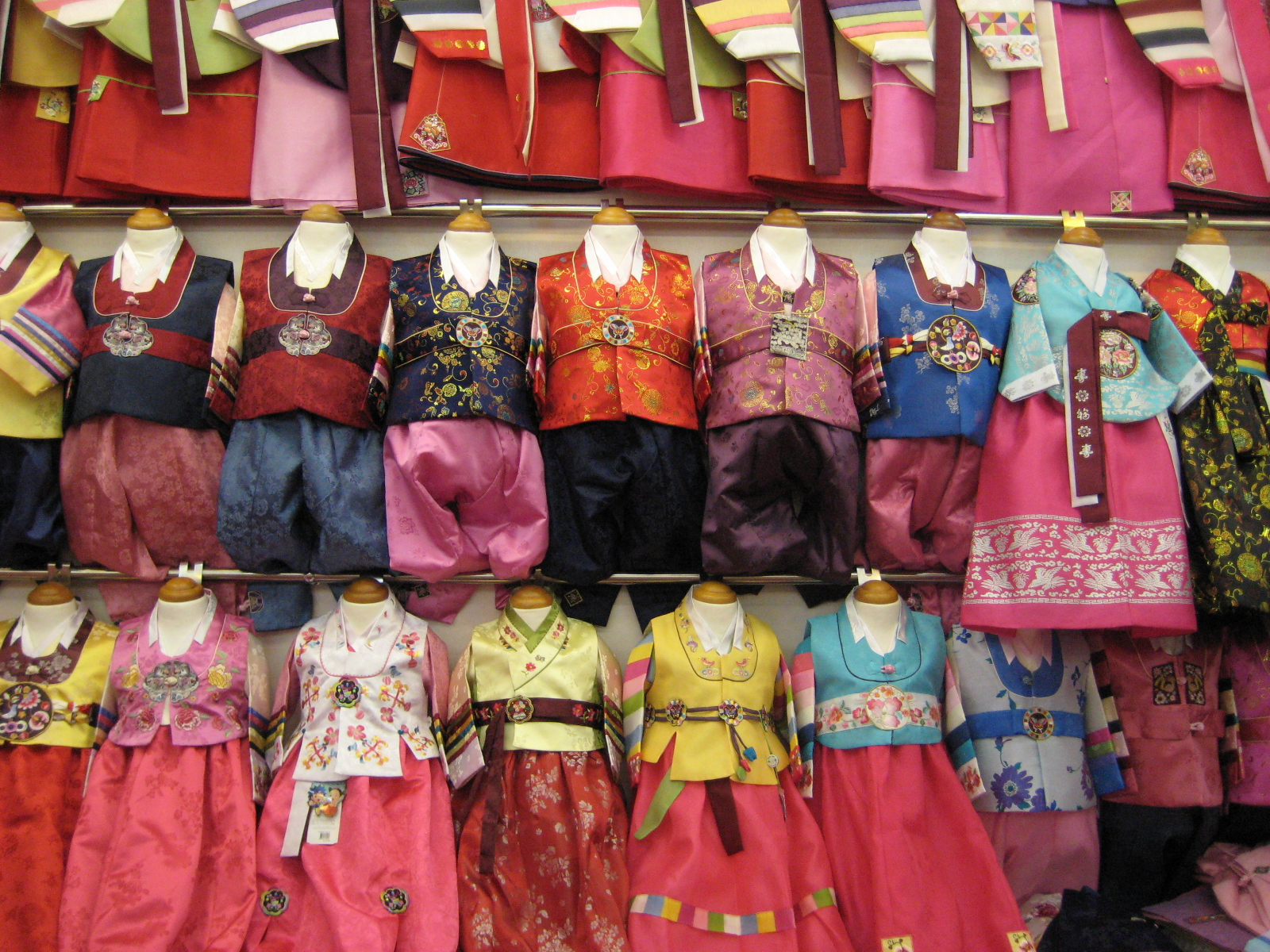
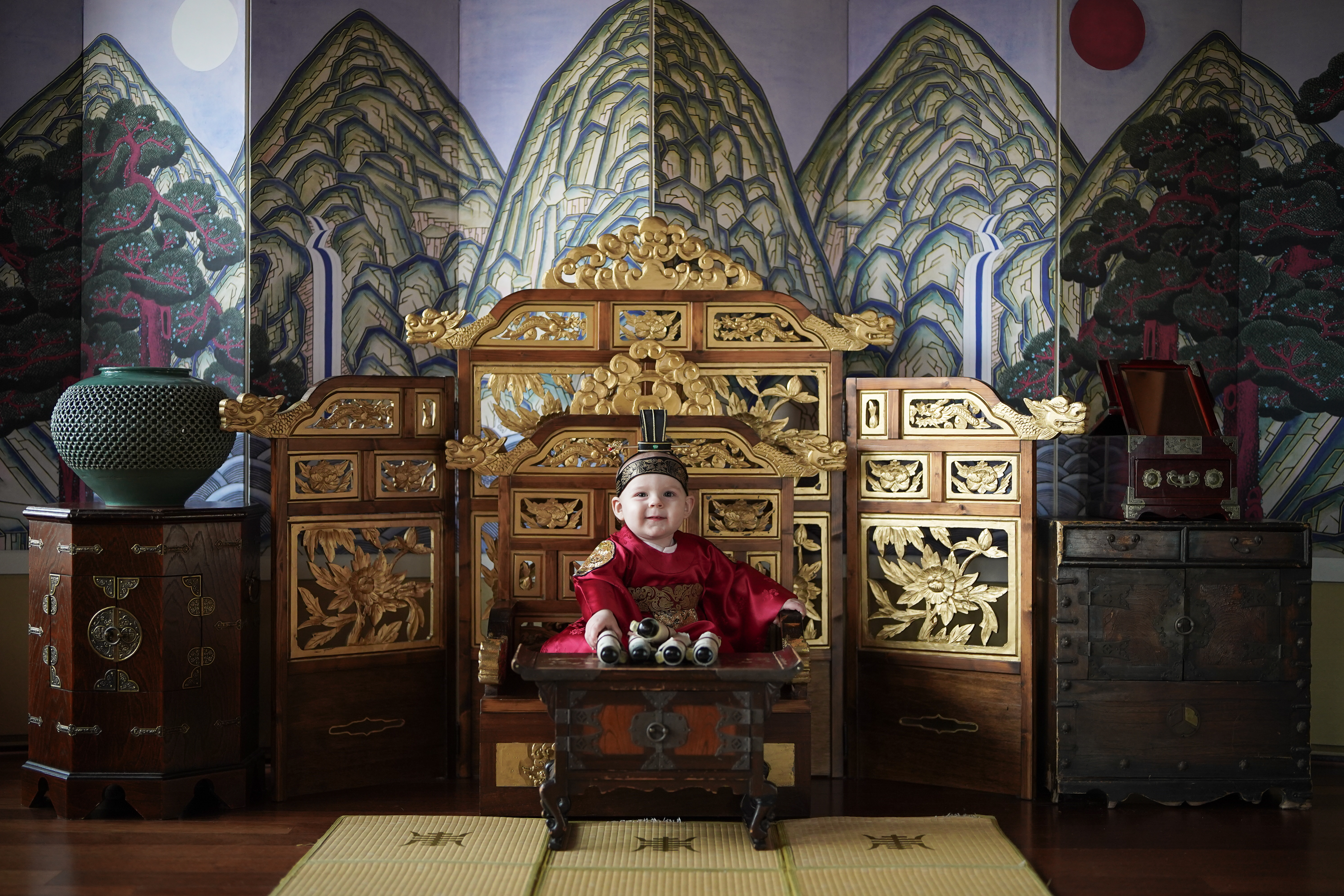
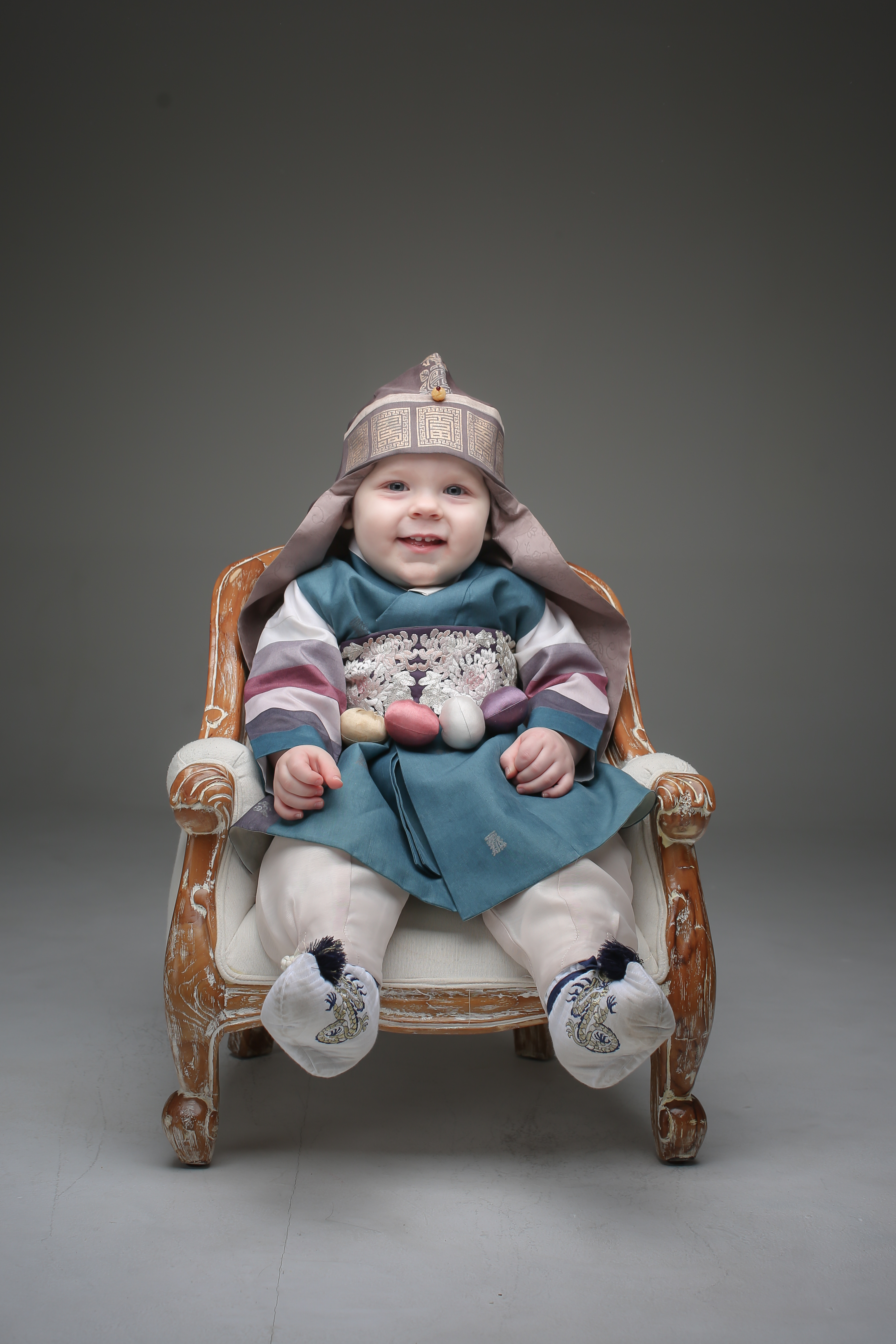
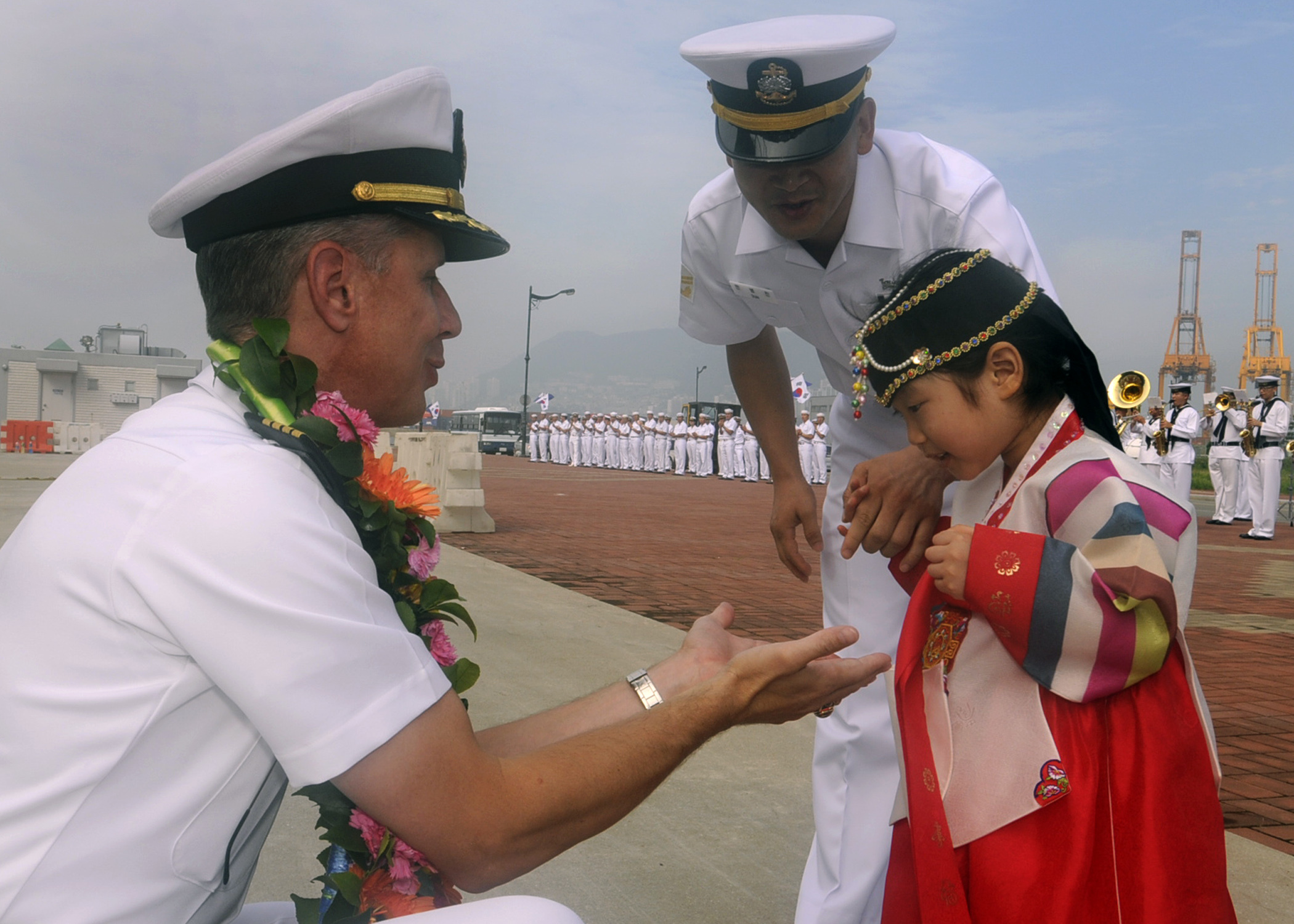
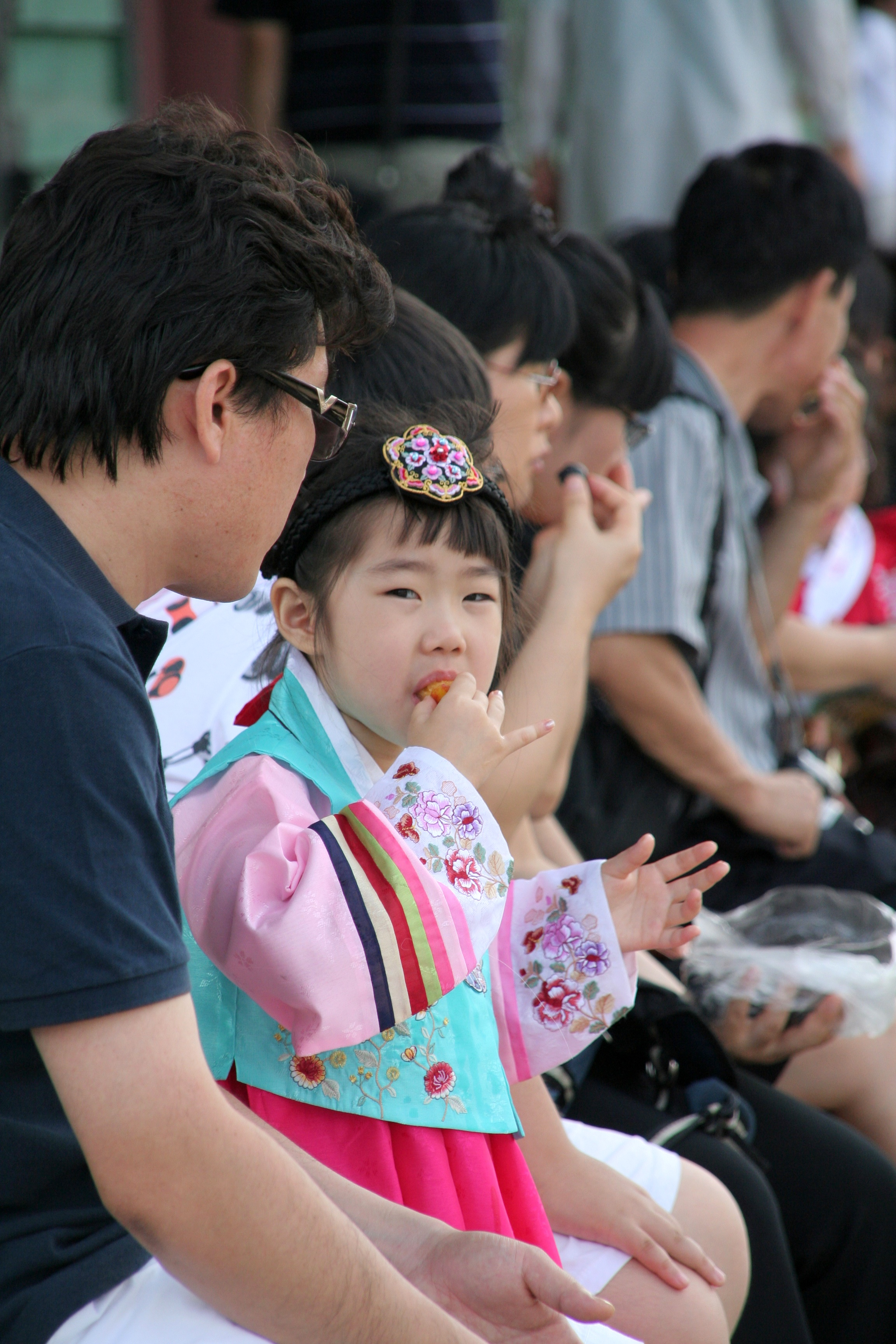
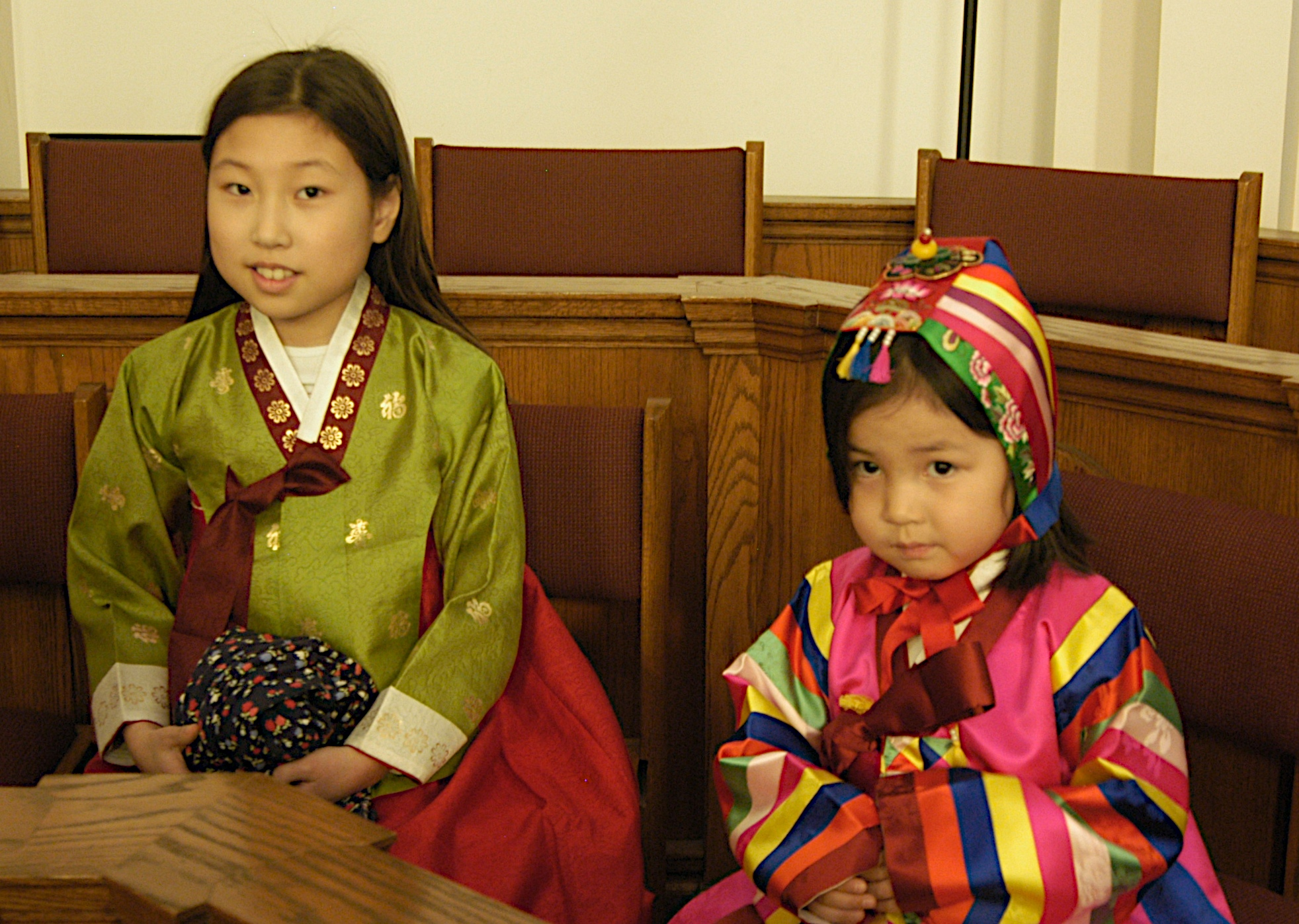
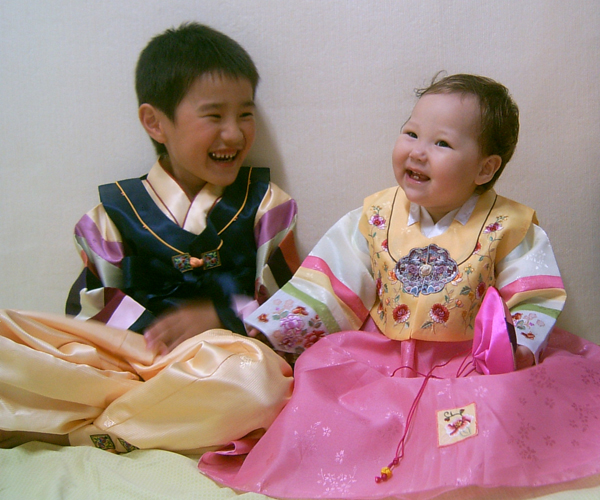

## 食

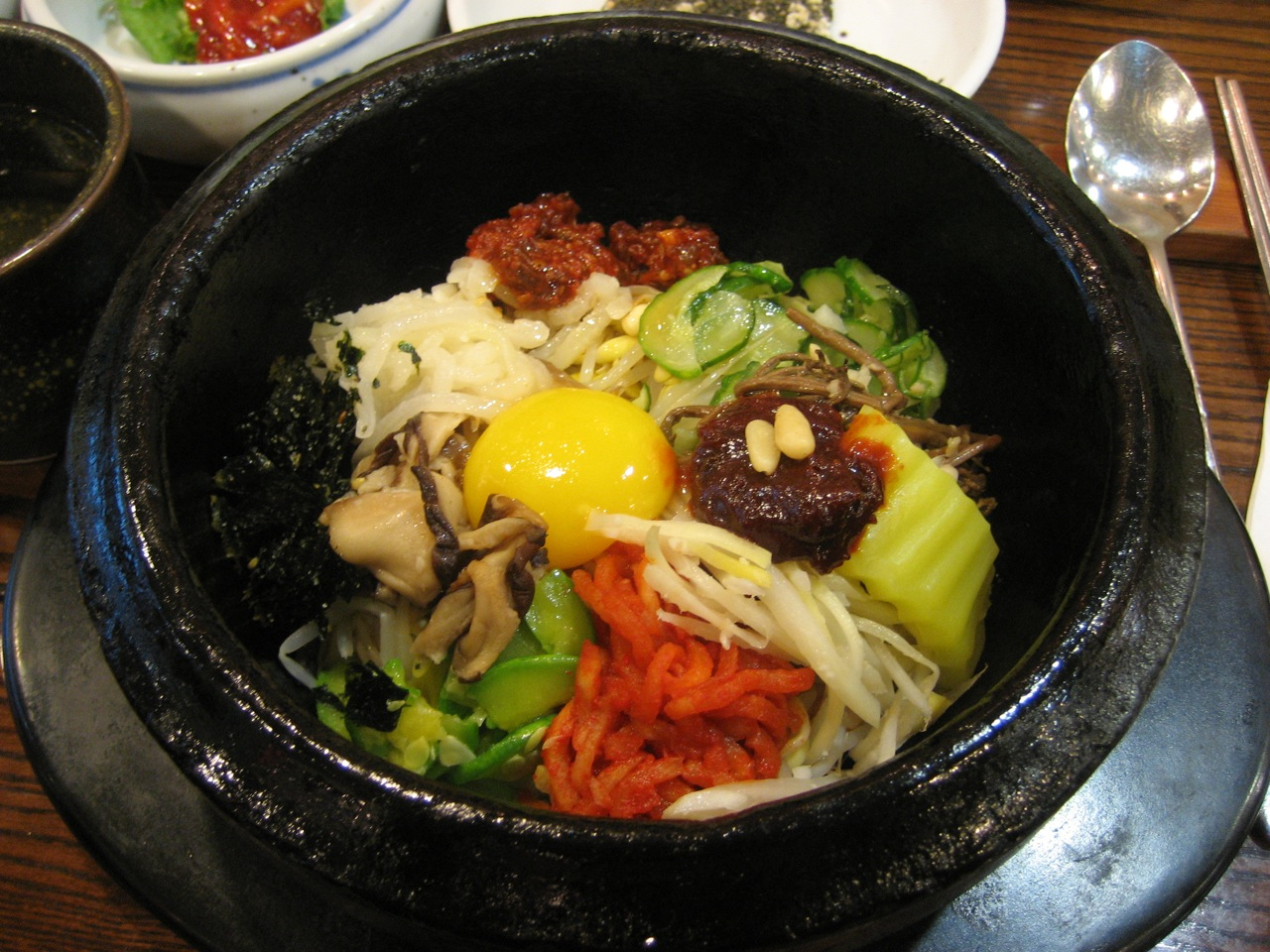
ビビンバ

主な料理には、キムチ、冷麺、ビビンバ、サムギョプサル、チゲ、トッポッキなどがある。現代の大韓民国ではフライドチキンが大衆的な料理として普及しておりヤンニョムチキンなど独自のアレンジがある。また、ポシンタンという犬料理や、臭さで有名なホンオフェという発酵したエイも、特色のある料理である。酒では、マッコリやソジュがある。ウイスキーとビールを混ぜた爆弾酒という飲み方もされる。
朝鮮における穀物生産は新石器時代後期より始まり、古朝鮮時代（紀元前2400年ごろ）にはシルと呼ばれる蒸し器で餅（떡）が作られ、国家のさまざまな祭天儀式で用いられていたことがわかっている。
三国・統一新羅時代には、コメを中心とする農業の拡大とともに餅がより発達し、郷土料理として、また祭りなど特別な日の料理として作られた。同時代には牧畜も組織的に発達し、肉を干した脯（포, ポ）が登場した。キムチも食されるようになったが、当時のキムチには唐辛子が使用されておらず、醤などに漬けて作る塩漬けの一種であった。
高麗王朝時代には仏教の影響から菜食を強調する傾向が強まったが、その後は外部からの食文化の流入により、次第に肉食に変化していった。また元から焼酎、霜花、葡萄酒、コショウ、砂糖などが伝来し、食生活に少なからぬ変化をもたらした。
食事のマナーでも儒教的上下関係が厳しく、目上の人の前で酒を飲む時は、横を向いて口元を手で隠して飲まなければならない。

## 住

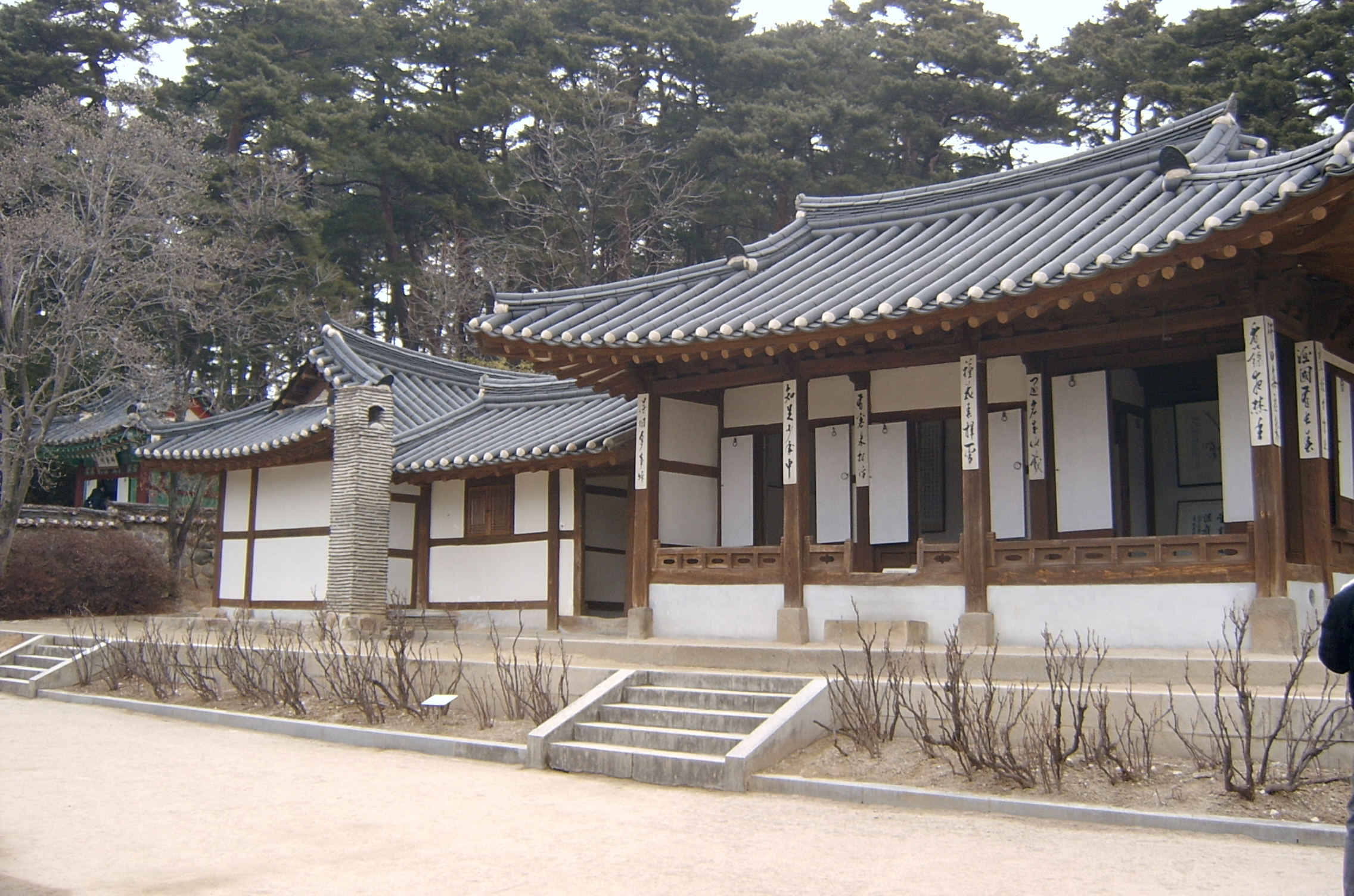
韓屋

伝統的な住居は韓屋と呼ばれる。オンドルがあるのが特徴である。
現代の大韓民国と北朝鮮はともに、都市部ではアパート（아파트）が最も一般的な住居形態である。

## 年中行事
旧暦で行われるものが多い。韓国では旧正月（旧暦1月1日）と秋夕（旧暦8月15日）が最大の行事である。先祖を祀る茶礼と省墓（성묘、墓参り）が行われる。この季節には多くの人が出身地に帰るため民族大移動と言われる。他に、小正月（대보름、旧暦1月15日）、寒食（冬至から105日目）、釈迦誕生日（旧暦4月8日）（韓国のみ）、端午（旧暦5月5日）などがある。

## 言語と文字

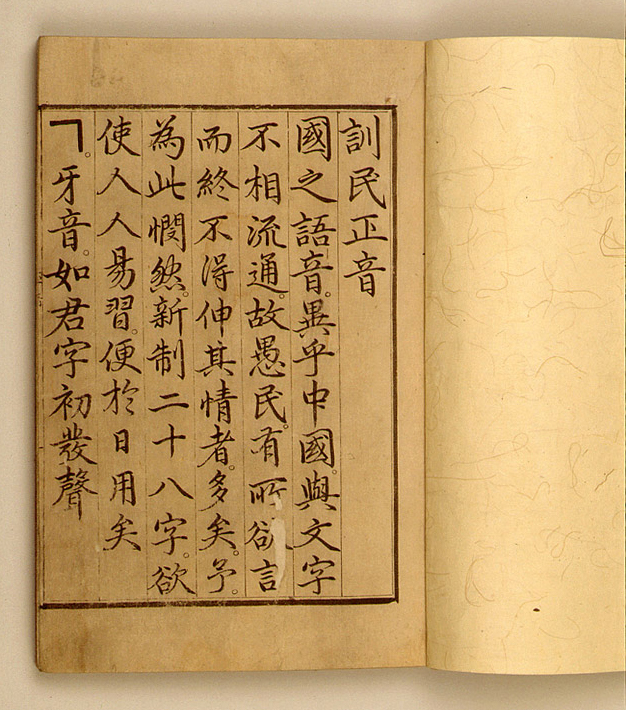
訓民正音

朝鮮半島において主に使用されている言語は朝鮮語である。大韓民国と朝鮮民主主義人民共和国で使われている言語は同一であるが、正書法や語彙の面で違いがあり、大韓民国では한국어(韓國語)または한국말(韓國-)、朝鮮民主主義人民共和国では조선어(朝鮮語)または조선말(朝鮮-)と呼称される。
南北分断以前は朝鮮半島全体で、朝鮮語学会の定めた「朝鮮語綴字法統一案」に基づいた言語生活が行われてきた。しかし分断後は両国が独自に言語規定を定めるようになった。とりわけ、朝鮮民主主義人民共和国では社会主義建設のため意図的かつ人為的に言語の改正を行っており、「朝鮮語規範集」や「文化語制定」(1966年)は、両国間の言語的差異を増大させた。
朝鮮語の表記にはハングル(한글)が用いられる。ハングルは、李氏朝鮮第4代国王世宗の時代に創案され、1446年に訓民正音の名で公布された。ハングル創案以前、朝鮮語は漢字によって表記されていた(吏読)が、ハングルによってはじめて朝鮮語を細部に至るまで表現できるようになったとされる。ハングルは、発声器官(中国音韻学の牙，舌，唇，歯，喉)をかたどった子音字母と、天地人をかたどった母音字母とを組み合わせて表記する。
訓民正音が公布された当時、音声言語としては朝鮮語が広く使用されていたが、文字言語としては両班層が漢文を、中人層が吏読を使用していた。これに対し、朝鮮語を発音通りに表記するハングルは、主に庶民の文字として普及した。第10代国王燕山君の時代にはハングル弾圧もあったものの、純諺文の詩歌と小説が次第に流行し、ハングルは多くの平民および女性層に浸透した。
甲午改革では、甲午改革期朝鮮政府が1894年11月に公布した勅令によって、はじめてハングル(諺文)が国の文字として定められた。しかし正書法を定める過程で混乱が生じ、ハングルを研究する国家機関として国文研究所が設置された。韓国併合後は同化政策に伴い日本語が国語とされたが、1920年代末から1930年代初頭にかけて、民族主義者やマスメディア(東亜日報、朝鮮日報など)が、民衆にハングルを教える文字普及運動を展開した。
日本統治時代に、近代的な事物、制度、概念などを表す漢字語が日本語から朝鮮語に大量に入ったため、政治、経済、法律、諸学問、科学技術、等の用語の大部分は、発音は朝鮮漢字音でされるが、漢字で書けば日本語と全く同じである。
民族主義のため、朝鮮民主主義人民共和国では1948年に漢字使用が全廃され、大韓民国でも1948年にハングル専用法を制定した。また、外来語、特に日本語由来の単語を、朝鮮固有語に置き換えようとする国語醇化運動も行われている。

## 血族関係
家族制度は、父系制で、宗族、門中という血族集団があり、族譜という一族の名簿を作っている。姓と本貫が同じもの同士は結婚できず（同姓同本不婚）、姓が異なるものは養子にしない（異姓不養）という原則があった。最近まで同姓同本不婚が法律（en:Article 809 of the Korean Civil Code）で定められていたが、改定され2005年から結婚が可能になった。また、名前の中に一族の中の世代の順番を表す字（行列、ko:항렬）が使われる。

## 通過儀礼、冠婚葬祭
子供が生まれてから100日目にペギルチャンチ（ko:백일 잔치）、1歳の誕生日にトルチャンチというお祝いをする。卒業式では裸コンパが行われる。学校や職場の新入生を申告式（ko:신고식）でいじめたりすることがある。結婚式では新郎を逆さ吊りにしたりする（韓国の新郎いじめ）。新婚初夜覗きという風習もあった。幼児婚の一種である預婦という風習もあった。墓は伝統的には土葬で土を持った墳を作っていたが、最近は墓地不足のため火葬してロッカー型の納骨堂に納める場合が増えている。

## 病気と医療
朝鮮の伝統的な医学は、大韓民国では韓医学と呼ばれる。元は漢医学と呼ばれていたが、1986年に民族主義的理由で、発音が同じ韓医学に表記を変えられた。朝鮮民主主義人民共和国では高麗医学と呼ばれる。かつては、これとは別に朝鮮の民間療法も行われていた。

## 信仰
高麗時代には仏教が栄えたが、李氏朝鮮時代には、朱子学一辺倒となり、仏教は弾圧され多くの寺院が破壊された。
朝鮮固有の信仰として、巫俗がある。また、将軍標や、済州島のトルハルバンがある。

## 道徳志向性
小倉紀蔵によると、朝鮮民族の特徴として「道徳志向性」が挙げられる。道徳志向性とは、相手が道徳的に劣ると主張して、自分が相手より優位に立とうとする事である。
李氏朝鮮時代には、勲旧派、士林派、西人、東人、南人、北人、老論派、少論派など多くの党派が分裂を繰り返し党争を続けた。争いの理由は、服喪期間の長さをどうするか（礼訟）というようなことだった。しばしば硬直的な思考に陥り、現実的な対応ができなくなっていた。

## 「理」の世界、「気」の世界
朝鮮には、道徳性を巡って争い続ける「理」の世界とは別に、「理」の世界からは弾き飛ばされた「気」の世界がある。

## 中国文化に対する姿勢
金光林は、韓国人が漢字を発明した或いは孔子は韓国人だったという主張を行う韓国人学者がいるが、韓国の学界の定説にはなっていないが、これらの主張が中国に伝わり、韓国人は中国文化は何でも韓国に宗主権があるという韓国起源説として受け止められ、韓国人が中国文化を侵食していると警戒されており、「中国と朝鮮は前近代の伝統社会においては、基本的に東アジアの漢字文明圏、儒教文明圏、または中国文明圏に属し、文明的性格において韓国の独自性が見えづらかった」「ハンティントンは『文明の衝突』の中で、韓国・朝鮮を中華文明のカテゴリーに入れている。現代の韓国・朝鮮においても、伝統文化を論じる場合、その文化の内容が中国の伝統文化と重複、類似する場合が多く、韓国・朝鮮が自国の文化として主張するものが中国でも自国文化として主張する場合と重なっている」「朝鮮は前近代の歴史において、漢字・儒教・政治・社会制度など多数の領域にわたり 中国の影響を受けており、そのために韓国・朝鮮の文化には中国文化との共通的要素が多いので、中国側からすれば、韓国・朝鮮文化の独自性を看過しやすくなる」「韓国・朝鮮では、近代のナショナリズムとの関連から韓国・朝鮮文化の独自性に対する主張が多くなり、印刷術・天文測定器・東洋伝統医学の宗主権論争に見られるように、場合によっては韓国・朝鮮側が中国起源の文化を過剰に自国の独自文化として主張しているように中国側に受け止められたりする」と指摘している。
第二次世界大戦で被弾した後に東ドイツが取り壊し、復元が進められているベルリン王宮には、民族学博物館、アジア美術館、ベルリン市博物館などが入る予定であり、日本、中国、韓国の遺物を展示するスペースが設けられているが、2020年7月にベルリン王宮の展示空間計画で、韓国館の面積が中国館と日本館の10分の1の大きさの60平方メートルに過ぎないことが分かり、韓国メディアの『国民日報』から「韓国は中・日の属国…ドイツ代表博物館のとんでもない歪曲」「韓国の古代文化を眺める博物館側の歪曲した認識」と非難されている。決定の根底には、ドイツ人の朝鮮文化に対する認識は「朝鮮は有史以来、19世紀まで中国の属国であり、1910年から1945年までは日本の植民地だったことから、古代文化が貧弱・不十分であり、韓国の古代遺物は、中国と日本と異なり、お粗末で展示する価値がない」という認識がある。さらに、韓国館は中国館と日本館の間に小さく配置されており、特に中国館内の片方に据えられる配置は、韓国が中国の辺境文化に過ぎないという認識を植えつける恐れがある。確保した中国と日本の展示品は数千点にのぼるが、韓国の遺物は160点に過ぎず、実際に現地の韓国人芸術界関係者は「オンラインワークショップを参観した結果、韓国館展示担当キュレーターが『韓国は16世紀から1945年まで中国と日本の属国か植民地だったため古代遺物がない』という結論を下した。現代のインスタレーション美術を展示する予定」と話している。
松本厚治（在大韓民国日本国大使館参事官）は、「（韓国は）近代以前は中国の属国で、伝統文化の実体が中国文化だった」というのは自明の理であり、ここでいう「伝統文化」とは、思想や文学といった文字を媒介にして継承される「大伝統」を意味するが、韓国にはそのような伝統がなく、そのような国は「他に容易に見出すことはできない」と指摘している。
この松本厚治の指摘に対して鄭大均は、「近代以前に韓国が中国との冊封体制のもとで、君臣関係にあったと考えるのはよい。半島に儒教や漢文の教養やライフスタイルを志向する両班階層がおり、彼らが中華の大伝統を継承する人々であったというのもよい。しかしこの国には中華文明とは異質の常民的、シャーマニズム的文化の伝統もあったはずであり、そのことを無視して『伝統文化』を語るのはおかしくないか。言い換えると、韓半島は中華文明の分身的存在でもあったが、中華文明に同化されることのない、独自の民族文化が維持される地域でもあった」と反論している。

## 日本文化に対する姿勢
大韓民国では、歴史的に日本に植民地支配を受けたという国民感情から、戦後から日本大衆文化の流入制限政策が行われてきた。日本の大衆文化は流入制限されていたが、実際は、海賊版、衛星テレビ、インターネットなどを通じて韓国に流入しており、法令自体が堅固なものではなく、また「日本の大衆文化が禁止されているからこそ、私たちはより憧れを抱くようになった」という韓国人の意見もある。また、日本風の文化には、倭色というレッテルが貼られ、非難されたり禁止されたりされた。小説・映画などで反日作品も作られている。1990年代後半からは段階的に流入制限が緩和されているが、まだ完全に規制が撤廃された訳ではない。
歴史問題で反感がある一方で、大衆文化レベルでの親日度は高く、近年は日本のアイドルや漫画・アニメなども大きな人気を博し、日本語のまま販売されているものもある。また日本文化の模倣も多く、トンチャモン（ドラえもん）、テコンV（マジンガーZ）などがある。
また日本での発売後に、韓国でコピー商品がベンチマーキング商法と称して出回り正当化されることがある。セウカン（かっぱえびせん）、ペペロ（ポッキー）、マイチュウ（ハイチュウ）、カンチョ（パックンチョ）などは、先述の制限政策が行われていた時期に作られ日本のオリジナルが韓国に入ってこなかったため、一般の韓国人はそれらが日本オリジナル品からの無断コピー商品である事を知らず、逆に日本のオリジナル品が「韓国商品のコピー品だ」と勘違いしている場合が多い。日本のオリジナル品が「韓国商品のコピー品だ」と勘違いしている韓国人が多いため、日本のポップカルチャーの流入を認めた場合、韓国のエンターテインメント産業が圧倒されてしまうと危惧する意見もあり、韓国人アニメ監督のカン・シンギルは「日本のポップカルチャーからは、ハリウッド映画や西洋文化にはないキムチの匂いがする」「韓国と日本の文化の競争は、子供と大人の戦いのようなものです」と述べている。また、「自分たちに自信が持てるようになるまでは、文化の解禁を望んでいない。韓国の若者が、日本文化を自分たちのものだと勘違いすることがあるからです」という意見もある。
逆に、様々な日本の文化の起源が朝鮮半島にあるとする「韓国起源説」、日本語の単語の起源が韓国語にあるとする韓国語語源説も一部で語られるが、韓国で一般に知られているわけではない。

## ゲーム

### ボードゲーム
囲碁（바둑、パドゥク）は、朝鮮では伝統的に、最初に黒白8子ずつ置いて始める巡将碁（순장바둑、スンジャンパドゥク）が行われていたが、日本統治時代に日本式の囲碁が広まり始め、現在では巡将碁はほとんど行われなくなった。日本の木谷實門下の趙南哲が漢城棋院を設立し、現在の韓国棋院となっている。棋戦としては国手戦などがある。朝鮮民主主義人民共和国の朝鮮コンピューターセンターでは銀星囲碁というコンピュータ囲碁のプログラムを作っている。 
チャンギ（장기、將棋）は、朝鮮独自の将棋類のゲームである。中国のシャンチー（象棋）と良く似ているが、駒の動きやルールには差異がある。日本の将棋とは違いが大きい。大韓民国の団体として大韓将棋協会がある。チャンギ棋戦（ko:장기 기전）としては名人戦（ko:명인전 (장기)）などがある。朝鮮コンピューターセンターでは柳京将棋（ko:류경장기）というチャンギの人工知能プログラムを作っている。 
日本の花札が朝鮮に入り花闘（화투、ファトゥ）と呼ばれて、人気ゲームとなっている。遊び方は、ゴーストップなどいろいろある。日本の花札はもちろん日本語で平仮名が書かれているが、韓国で売られている花札は、赤短に「ホンダン（紅短）」、青短に「チョンダン（青短）」とハングルで書かれているなど、日本のものとはデザインの違いが存在する。
麻雀は、朝鮮では索子を使わず、日本の三人麻雀のように牌の数を減らして行われる。

### コンピューターゲーム
近年の韓国では、PCゲームを中心とするコンピューターゲーム文化が盛んである。これは家庭用、スマホゲームが発達した日本とは対照的である。
90年代前半からパソコン保有台数が徐々に増えつつあった韓国だが、決定的にPCゲームが韓国文化の一ジャンルとして定着したきっかけは、1998年頃に発売されたのRTSゲーム「スタークラフト」の大ヒット、そして同じ時期に韓国政府によって行われた「国民PC」普及政策であった。
そもそもスタークラフトを発売したのブリザード社（Blizzard Entertainment）はアメリカの会社であるが、本場の米国以上に爆発的なヒットを遂げたのが韓国である。韓国における商業的成功を受けて、ブリザード社は後続作「Starcraft 2」の発表をわざわざアメリカより先に韓国で行うなど、明らかに韓国市場の存在を著しく意識したマーケティングを行っている。
スタークラフトなどブリザード社製ゲームに対する韓国ユーザーたちの熱狂ぶりが、海外の一部ネットコミュニティで話題になっていたり、マスコミによって報じられることもある。
その他に韓国では、MMORPGなどのオンラインゲームが（特に2000年代初 - 中盤にかけて）数多くに量産されていた。韓国国内では「PC房」と呼ばれるネットカフェが数多く存在する。この「PC房」とは、どちらかといえば「PC・オンラインゲームに特化したゲームセンター」に近いものになっている。（これは中華圏の「網咖」と似たようなものであり、日本・欧米の「ネットカフェ」とは趣が大きく異なっている）
2010年代以降は、店内でハンバーガー、チキン、中華麺などの食べ物を調理・販売するPC房も増え、「ゲーマー向け軽食堂」としての側面も持ち合わせるようになった。

## その他の風習・文化

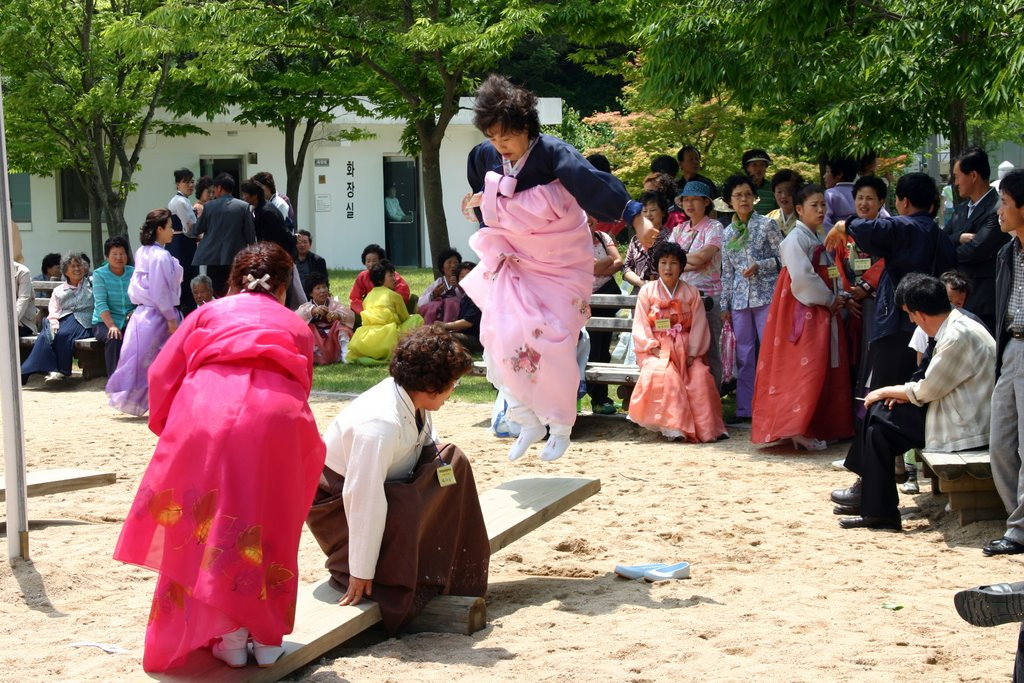
板跳び

- モッ（멋） - 朝鮮特有の美意識
- ヌンチ（ko:눈치） - 他人の気持ちを察知する能力
- 板跳び（ノルティギ、ko:널뛰기） - シーソーのようなものに乗って跳び上がる遊び
- 伝貰（チョンセ、전세） - 家賃を払う代わりに最初に伝貰金を払う独特の住宅賃貸制度
- 朝鮮人の姓の一覧
- 妓生、客妾、シバジ
- 免新礼
- 韓流、韓国ドラマ、K-POP
- 朝鮮文化に対する中国の影響